# Kraï du Primorié
« Primorié » redirige ici. Pour les autres significations, voir Primorié (homonymie).
« Territoire du Littoral » redirige ici. Pour les autres significations, voir Littoral (homonymie).
Le kraï du Primorié (en russe : Примо́рский край, Primorski kraï), communément appelé Primorié ([prʲɪˈmorʲjɪ], en russe : Примо́рье, Primorié), est un sujet en Extrême-Orient de la fédération de Russie, dont la capitale est la ville portuaire et militaire de Vladivostok. Rosstat attribue au kraï le code 05, son code d'immatriculation est le 25, et la seule langue officielle est le russe. La région est située dans l'extrême-orient russe, et elle est la fin du transsibérien. Elle est frontalière au nord du kraï de Khabarovsk, à l'ouest de la Chine avec la province du Heilongjiang, et de la Corée du Nord au sud-est. Elle est séparée de Sakhaline par le détroit de Tatarie ainsi que des îles nippones d'Hokkaidō et d'Honshū par la mer du Japon.
Le kraï du Primorié se distingue par sa géographie, avec une façade maritime montagneuse et des terres composées de plaines. De la frontière avec le kraï de Khabarovsk jusqu'à Vladivostok, le Sikhote-Aline occupe la côte, et après Vladivostok ce sont les montagnes mandchoues-coréennes. Les plaines, dans le nord-ouest, occupe le bassin versant de l'Oussouri, le principal cours d'eau de la région, avec le lac Khanka. La région est peuplée depuis le paléolithique supérieur, avec des vestiges datant d'il y a environ 32 000 ans, et s'étalant sur toute la préhistoire. Le Primorié fut peuplé ensuite par des Ilous puis par les Mohe. Différents empires ont ensuite conquis les lieux au Moyen-Âge ; les Balhae, les Khitans puis la dynastie Jin. La région sort du giron chinois en 1860, lorsqu'elle est intégrée à l'Empire russe. Pendant la guerre civile russe, elle est l'un des derniers bastions des armées blanches, avant de tomber fin 1922. Le kraï du Primorié est formé le 20 octobre 1938 sous l'URSS.
La population s'élevait au 1er janvier 2023 à 1 820 125 habitants, soit la région la plus peuplée de l'Extrême-Orient russe. L'économie est diversifiée et en pleine croissance, avec des secteurs comme l'agriculture, l'énergie, l'extraction de ressources, les transports et le tourisme. Le Primorié possède en effet de nombreux sites naturels, dont un site du patrimoine mondial de l'UNESCO qui regroupe le parc national de la Bikine et la réserve naturelle de Sikhote-Alin. Elle compte aussi d'autres espaces protégées, dont les rares lieux d'habitats du tigre de l'Oussouri et du léopard de l'Amour, et la seule réserve maritime de Russie, celle de l'Extrême-Orient. Toutes activités économiques comprises, le PIB de la région était de 834,0 milliards de roubles en 2018.

## Géographie

### Situation

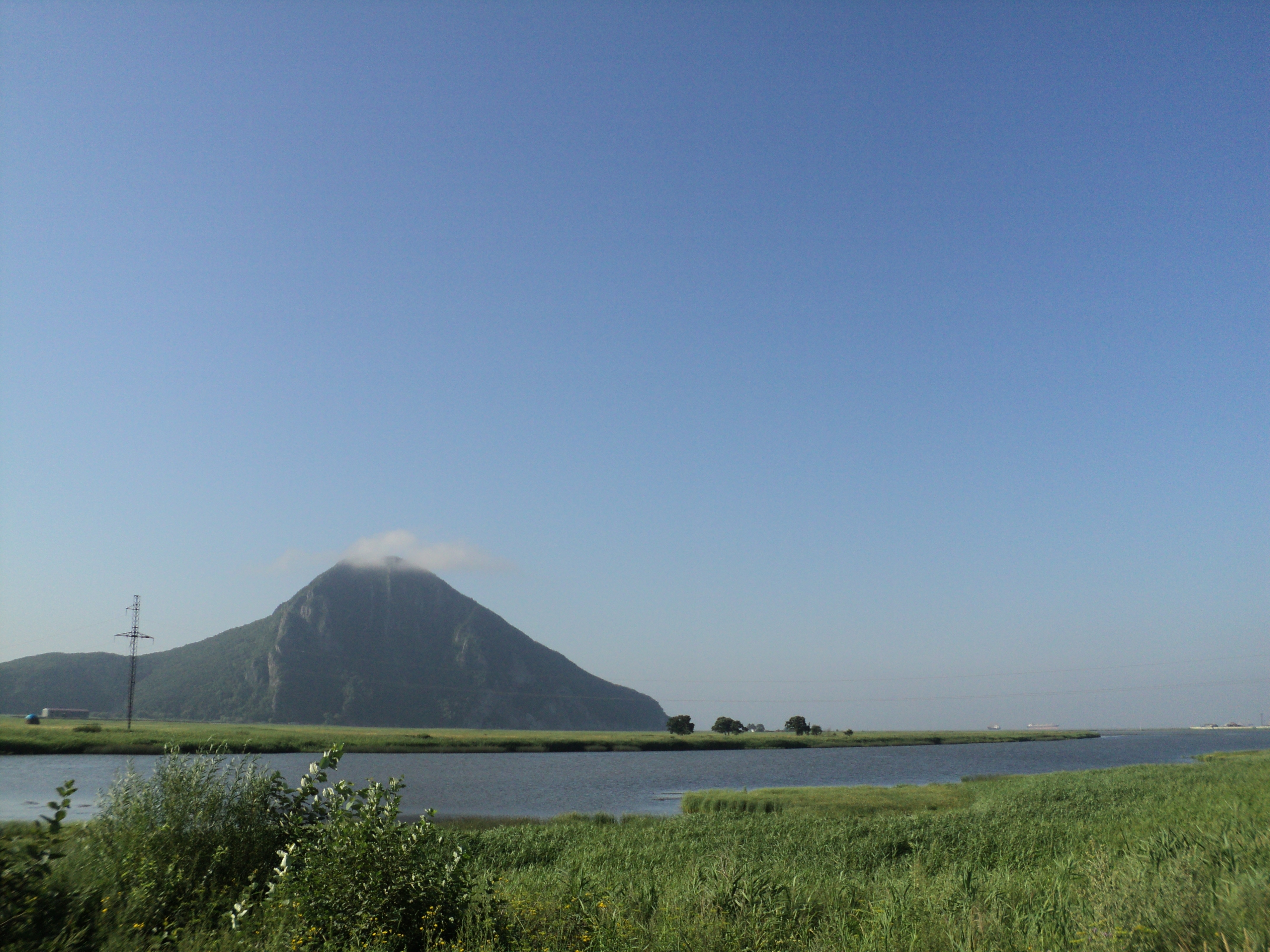
Le mont Sestra et le fleuve Partizanskaïa.

Le kraï du Primorié est un des 89 sujets de la fédération de Russie, situé au sud de Extrême-orient russe, dans la partie sud-est du pays. Le Primorié s'étend sur une bande de 900 km de long entre le 42e et le 48e parallèle, soit aux mêmes latitudes que le sud de la France ou le nord de l'Italie par exemple, ou encore l'île de Hokkaido du Japon plus proche. La plus grande largeur du Primorié est elle d'environ 430 km. Au nord, il borde le kraï de Khabarovsk sur environ 840 km, tandis qu'il est frontalier à l'ouest de la Chine et à l'extrême sud-ouest de la Corée du Nord (sur environ 780 km). À l'est et au sud, le territoire est baigné par la mer du Japon et par ses nombreuses baies et golfes. La province se situe en Mandchourie-Extérieure, dans une région autrefois chinoise,,. 

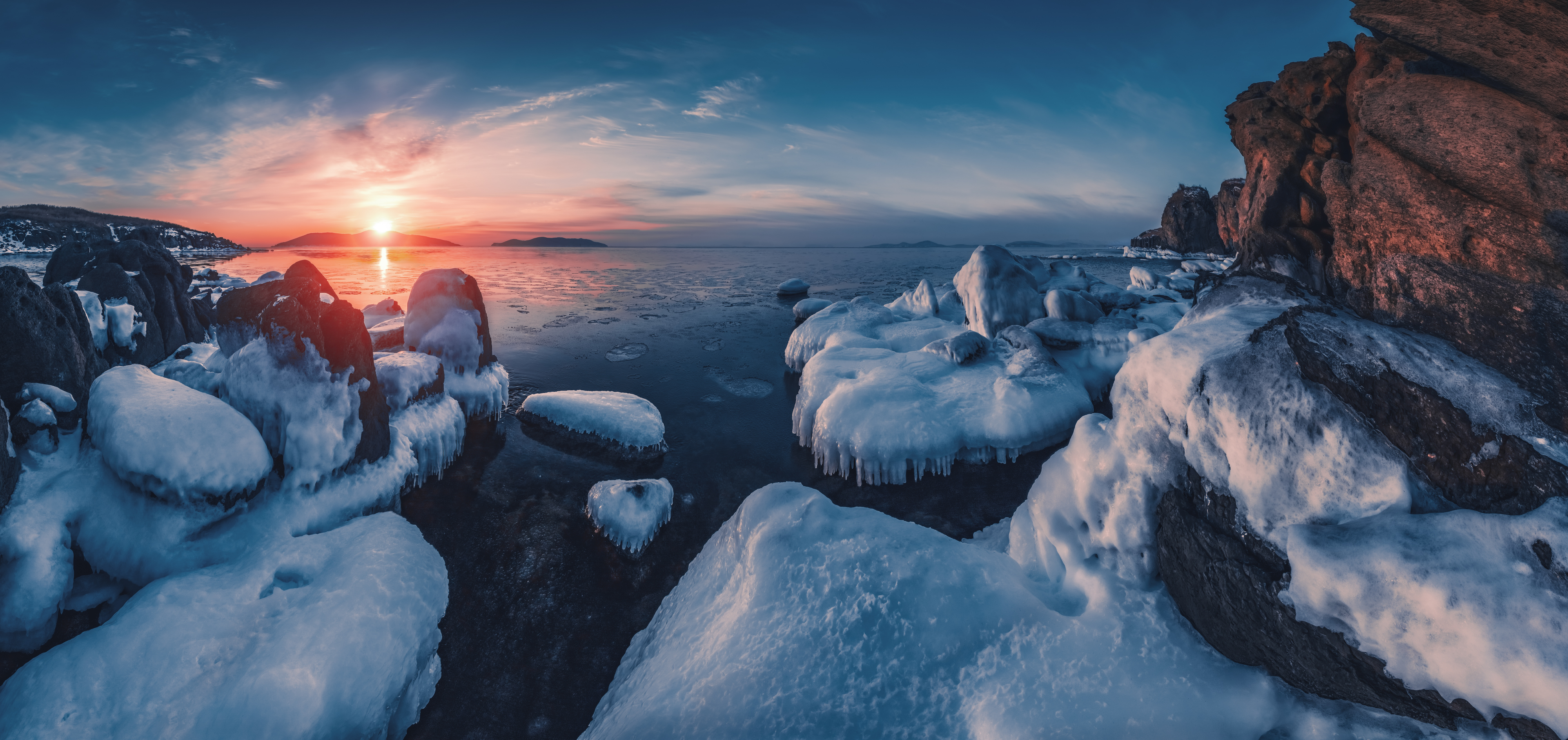
Lever de soleil sur la mer du Japon depuis Slavianka, raïon de Khassan.

Le territoire s'étend sur une superficie de 164 673 km2, soit 0,97 % du territoire de la fédération de Russie. Il est le 23e sujet en termes de superficie, mais reste cependant un sujet de taille moyenne en Sibérie. Du district fédéral extrême-oriental, elle est le troisième des douze sujets le plus petit, dépassant seulement Sakhaline et l'oblast autonome juif. Néanmoins, selon les normes européennes, la région est vaste, avec un superficie équivalente à celle de Slovaquie,. Son point le plus septrentrional est situé à la source de la rivière Dagda, tandis que celui le plus méridional est l'embouchure du fleuve Tumen à la frontière avec la Corée du Nord. L'endroit le plus oriental est le cap Zolotoï dans le nord-est, tandis que le point le plus occidental est à la frontière avec la Chine près de la source de la rivière Novgorodovka.
La région est découpée en trois grandes zones naturelles. Le Sikhote-Aline, cordillère de montagne, occupe toute la partie orientale du Primorié, couvrant à peu près 70 % du territoire. Le point culminant du Primorié se situe dans le Sikhote-Aline, avec le mont Anik et ses 1 932 mètres. Celle-ci est composée de plusieurs chainons parallèles dont le Partizanski, le Siny et le Kholodny. La deuxième la région la plus grande est la plaine du Khanka, qui couvre 20 % de la province dans le centre et l'ouest. Elle s'étend autour du lac Khanka, et elle est le cœur agricole de tout l'Extrême-Orient russe. La dernière région du Primorié sont les montagnes mandchoues-coréennes, qui couvre les 10 % restants au sud-ouest, depuis la Corée du Nord jusqu'au lac Khanka. Les montagnes font office de frontière avec la Chine, et le point culminant est le mont Vyssotnaïa 996 m, tandis que la hauteur moyenne est de 500 m,.

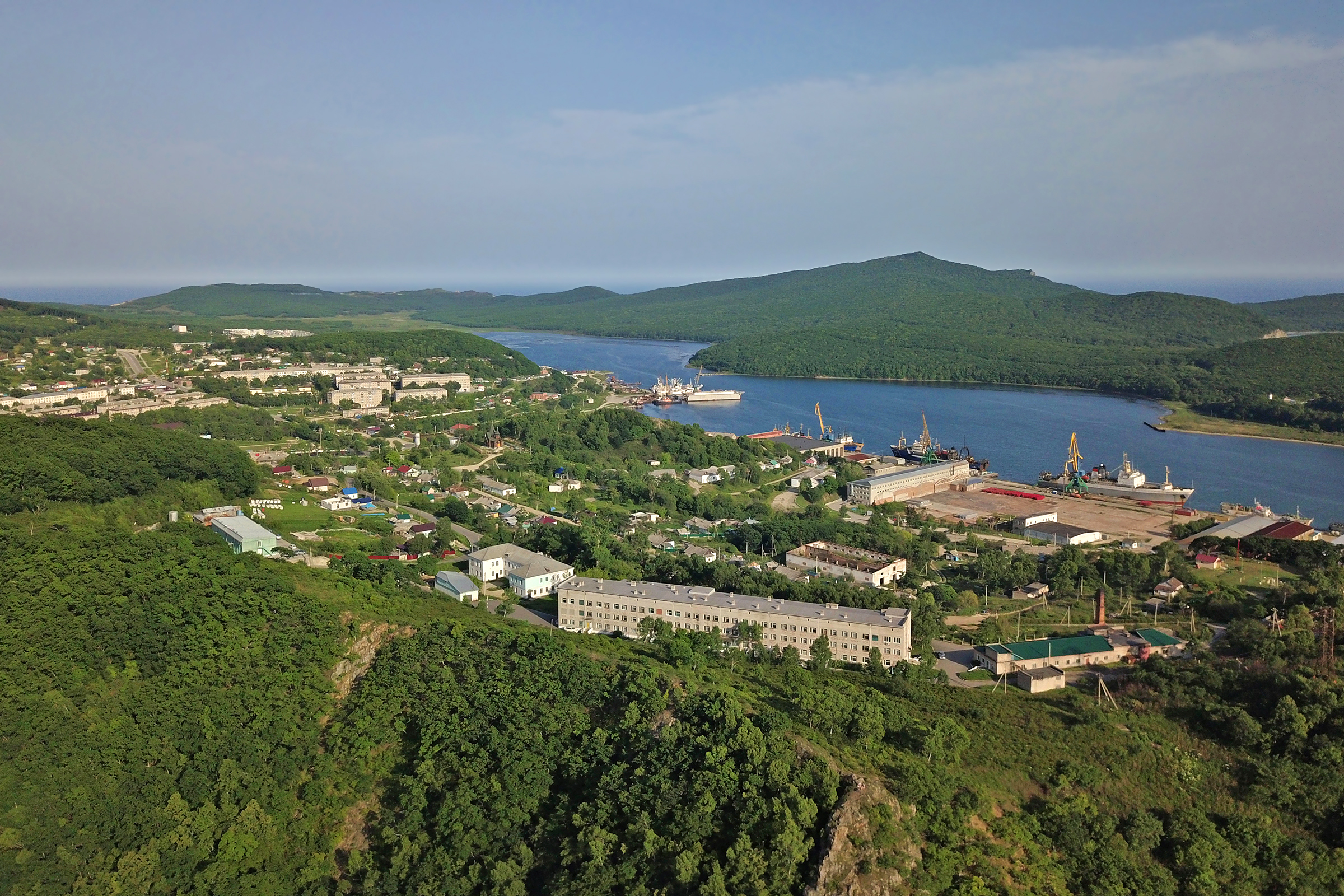
Commune de Preobrajenié.
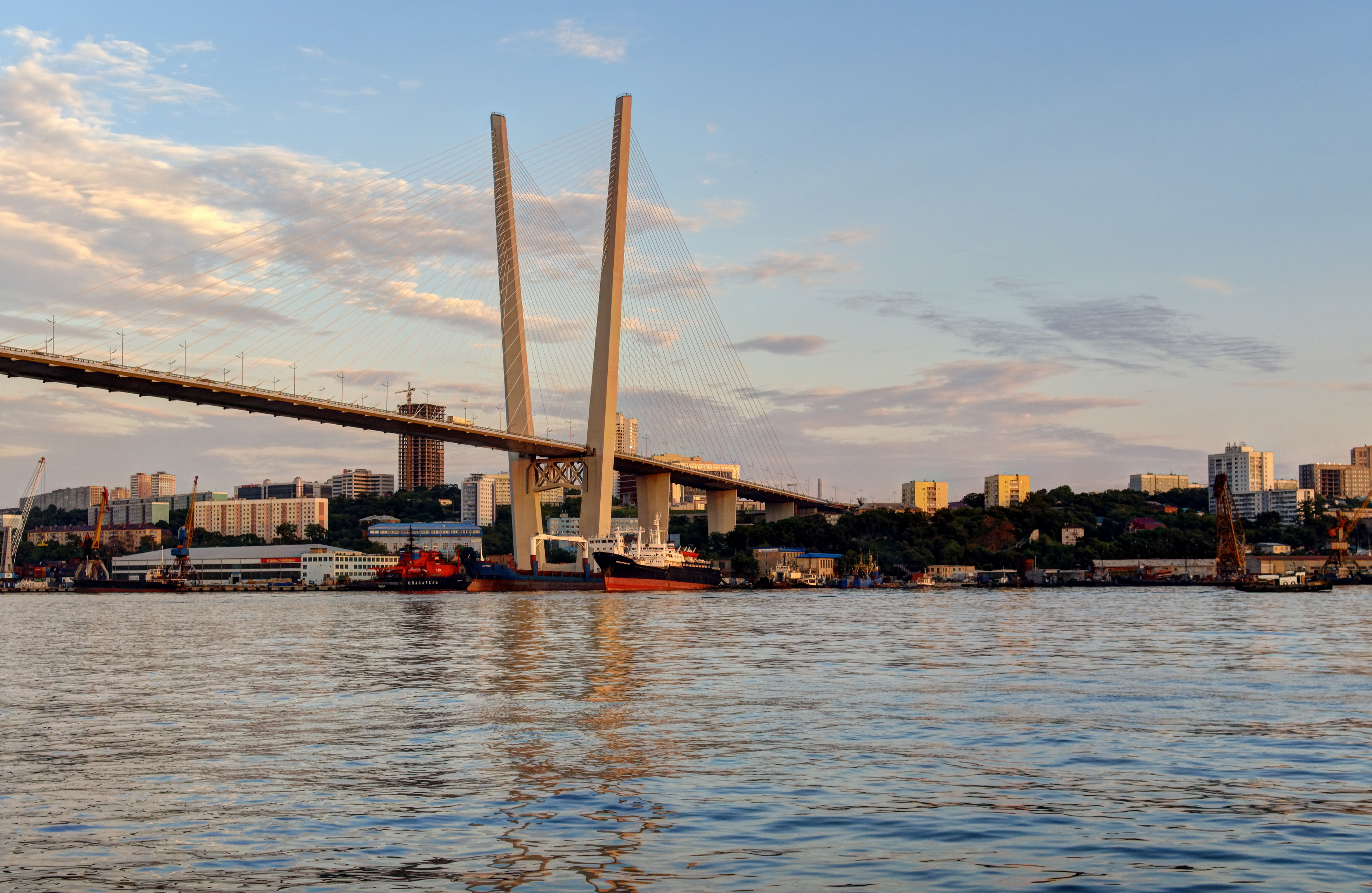
Vladivostok et le pont de la Corne d'Or.
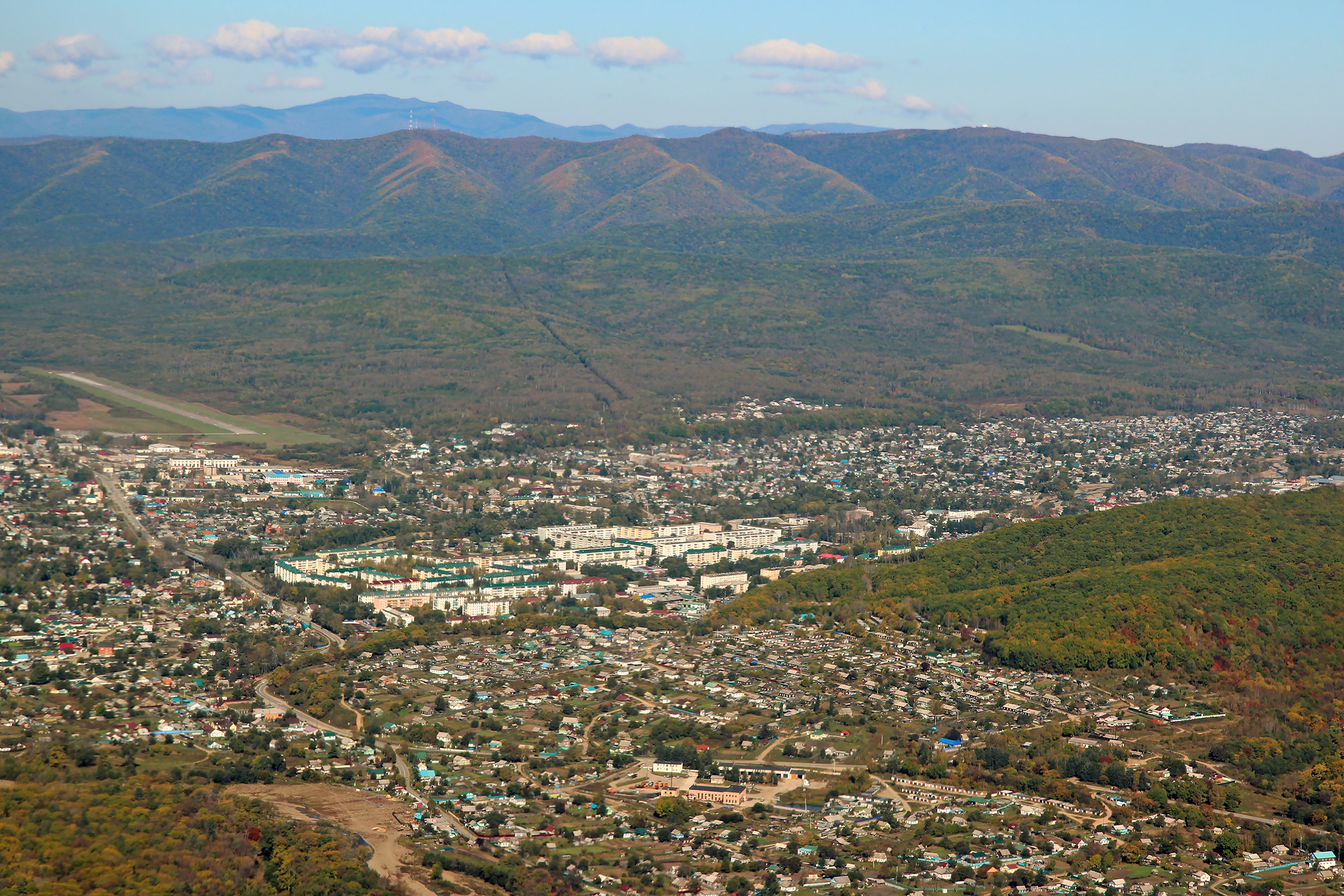
Vue aérienne de Kavalerovo.
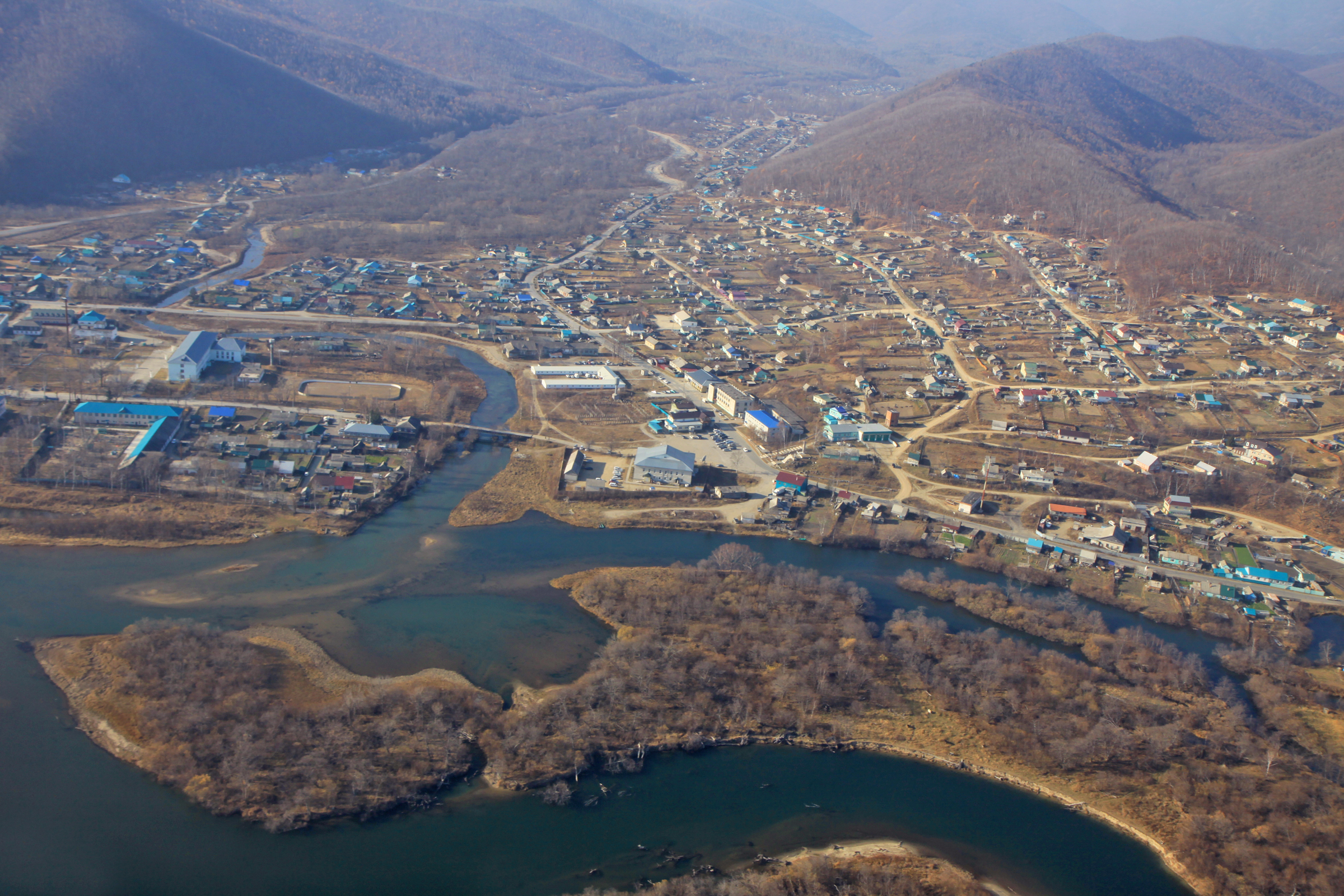
Village de Terneï dans le nord du kraï.

### Relief et géologie
Le kraï du Primorié possède une structure géologie complexe, se situant sur le bouclier du Khanka. Ce bouclier géologique contient des roches très anciennes, datant de l'Archéen et du Protérozoïque, avec des formations ultérieures du Mésozoïque et du Cénozoïque.

### Hydrographie
Le territoire compte environ 6 000 cours d'eau avec une longueur supérieure à 10 km, soit une longueur totale de 180 000 km. Seuls 91 d'entre eux ont une longueur supérieure à 50 kilomètres. La principale rivière est l'Oussouri qui prend sa source à proximité de la côte mais coule vers le nord sur 903 km avant de former la frontière avec la Chine et de rejoindre l'Amour. L'Oussouri est la seule rivière presque entièrement navigable de la province. Les autres grands cours d'eau sont le fleuve Partizanskaïa, les rivières Kievka (en), Arsenievka et Bikine,. La plupart des grands cours d'eau se situent dans la plaine du Khanka, et les autres cours d'eau ont souvent une longueur faible, se jetant rapidement dans la mer, tels que la Samarga et la Kema. Environ 2800 lacs sont présents au Primorié, formant une superficie de 120 km2, sans compter le lac Khanka d'une superficie de 4 190 km2, qui est la principale étendue d'eau de la région de très loin. Parmi les autres lacs de la région se trouvent ceux d'Otinoïe, de Sazanié, de Vaskovo et de Khassan,.
Le littoral du Primorié s'étire sur près de 1 500 km, depuis la Corée du Nord jusqu'au kraï de Khabarovsk, et est partagé entre la mer du Japon au sud et le détroit de Tatarie au nord. Le littoral est assez contrasté, avec au sud le golfe de Pierre-le-Grand et ses nombreuses baies et îles, où le littoral est peu profond. Mais après Nakhodka et jusqu'au nord du Primorié, le littoral est beaucoup moins découpé, avec presque aucune île, et avec des profondeurs qui plongent rapidement. L'eau du Primorié est assez froide en raison d'un courant froid venu du détroit de Tatarie qui parcourt tout le littoral vers le sud.

### Climat
| Températures moyennes minimales                    | 2,3 °C                                        | −1,4 °C                                       | 0,5 °C                                           |
| Températures moyennes                              | 5,1 °C                                        | 3,5 °C                                        | 3..4 °C                                          |
| Températures moyennes maximales                    | 9,2 °C                                        | 9,3 °C                                        | 8,6 °C                                           |
| Précipitations moyennes                            | 860 mm                                        | 671 mm                                        | 804 mm                                           |
| Ensoleillement moyen                               | 2 096 h                                       | 2 379 h                                       | 2 200 h                                          |
| Record de températures Minimale / Maximale         | −31,4 °C (janvier 1931) / 33,6 °C (août 1988) | −40,2 °C (janvier 1951) / 36,8 °C (août 1949) | −30,2 °C (janvier 1927) / 37,8 °C (juillet 2017) |
| Source : Pogoda i klimat,, NOAA et climatebase.ru, |                                               |                                               |                                                  |

## Urbanisme

### Répartition des terres
La répartion des terres selon le rapport d'État « Sur l'état et la protection de l'environnement de la fédération de Russie en 2022 » du ministère des ressources naturelles et de l'environnement russe est, selon les catégories du code foncier russe, la suivante:
| Répartition                                  | 2022 (mille ha) | 2022 (%) |
| -------------------------------------------- | --------------- | -------- |
| Terres agricoles                             | 1856,4          | 11,3     |
| Terres des localités                         | 256,1           | 1,6      |
| Terres d'industrie et autres fins spéciales  | 385,6           | 2,3      |
| Terres de territoires et des objets protégés | 2111,3          | 12,8     |
| Terres du fonds forestier                    | 10 886,5        | 66,1     |
| Terres du fonds aquatique                    | 323,2           | 2,0      |
| Terres de réserve                            | 648,2           | 3,9      |
| Total                                        | 16 467,3        | 100      |

### Voies de communication et transports

#### Voies routières

Carte du Primorié, de ses villes, et des principales routes

Au 1er janvier 2022, le territoire du Primorié comprend un réseau routier d'une longueur totale de 17 097,155 km. Un peu moins de la moitié sont des routes d'importance locale, totalisant 9 764,4 km, suivies par les routes d'importance régionale avec 6 770,288 km. En dernière position se trouvent les routes d'importance fédérale, avec seulement 562,467 km. La très faible proportion de ces dernières résulte de l'isolement géographique de la région, à l'extrémité orientale de la Russie. La gestion de l'ensemble de ces routes est conjointement faite par Rosavtodor pour les routes fédérales, par le Ministère des transports du Primorié pour les routes régionales et par les collectivités locales (raïons, okrougs et localités) pour les routes locales. La densité du réseau est assez faible, mais s'explique par la densité faible de la région, avec 0.102 km de route par km2 de territoire, même si c'est la seconde densité la plus importante d'Extrême-Orient après l'oblast autonome juif.
Cependant, la région est l'une des plus motorisées de Russie, avec 511 voitures pour 1000 habitants au Primorié en 2021, contre 397 pour la moyenne nationale. Sur les un peu plus de 1 million de véhicules, 422 600 le sont dans la ville de Vladivostok, soit près de la moitié. Si le rythme de motorisation continue, il devrait être de 572 en 2036.

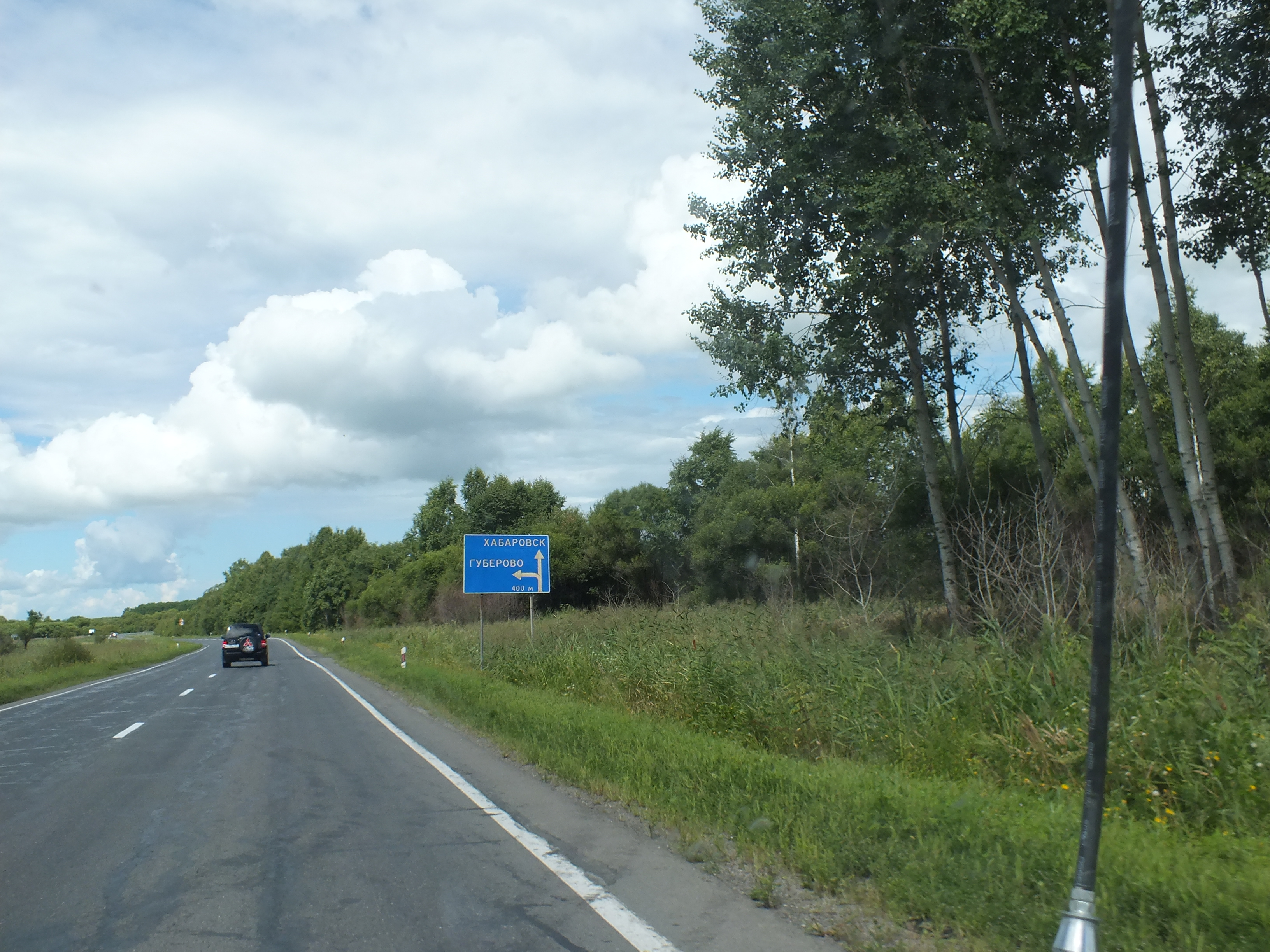
L'A370 à Gouberovo, au nord de Dalnertchensk.

Cette motorisation fait face à un besoin d'entretien de nombreuses routes du Primorié. Alors que les kilomètres de routes fédérales sont à plus de 99 % en bon état, il n'en est que de 64,5 % pour les routes locales, et de 48,8 % pour les routes régionales. Pour les plus de 6 700 km de routes régionales en mauvais état, plus de 20,6 milliards de roubles ont été alloués rien qu'en 2021, un chiffre en constante augmentation chaque année.
La région mise aussi sur la mise aux normes autoroutières des axes importants et de la construction d'une autoroute. Ainsi, plus de 32,7 milliards devraient être alloués sur la période 2023-2027 pour la mise à niveau des principaux tronçons de l'A370 Oussouri, afin qu'il y ait une autoroute entre Oussouriïsk et Vladivostok, les deux principales villes. L'autre projet est la nouvelle autoroute Vladivostok - Nakhodka - port Vostochni, avec déjà 34,87 milliards dépensés. La première section, de l'A370 à l'ouest d'Artiom est déjà ouverte depuis 2016, et en 2026 devrait être ouverte la section Artiom - Tsarevka (au nord de Bolchoï Kamen). Aucune date n'est annoncée pour les 100 kilomètres manquants. Ces deux routes sont les seules fédérales,.

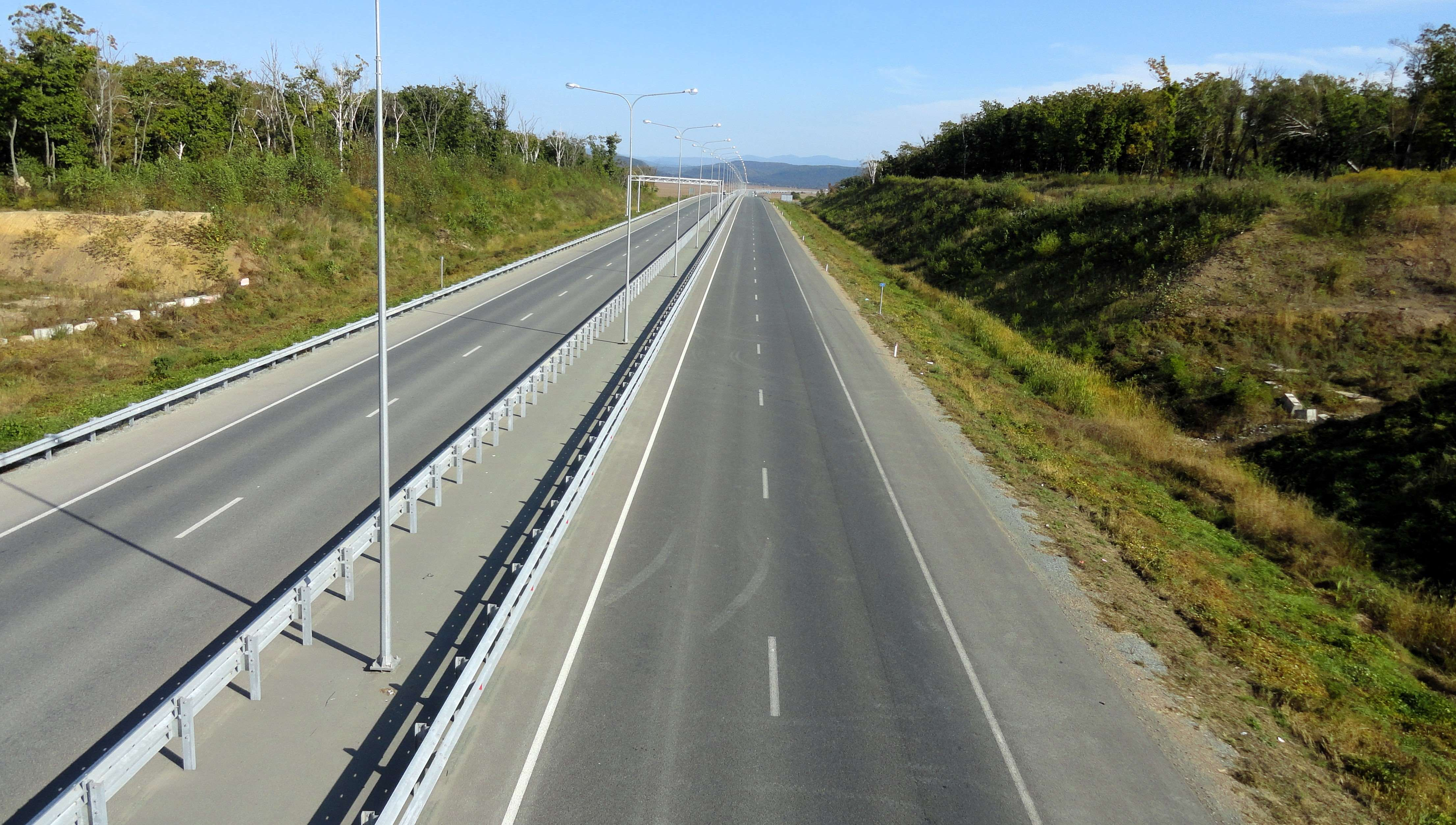
Autoroute de Vladivostok à Nakhodka.

Le principal axe du Primorié est la route A-370 « Oussouri », qui relie Vladivostok à Khabarovsk en passant par la plaine du Khanka, le cœur agricole de l'Extrême-Orient, et qui permet de desservir Oussouriïsk, Spassk-Dalni, Lessozavodsk et Dalneretchensk. C'est de cette route que part la grande majorité des axes régionaux. Au sud-est il y a la route régionale 05A-214, qui relie l'A370 à Khassan et la Corée du Nord. Il y a ensuite la 05A-215 en axe régional majeur, reliant Oussouriïsk à Suifenhe ; la 05A-192 vers Mishan en Chine. Vers Ossinovka, au nord d'Oussouriïsk, commence la 05N-100, qui traverse Arseniev et Dalnegorsk pour finir à Roudnaïa Pristan sur la côte orientale. De Dalneretchensk vers l'A375 se trouve la 05N-109, et de Dalneretchensk vers la 05N-100 les routes 05K-108 et 110. Dans le sud-est se trouvent la 05A-608, de Vladivostok à Nakhodka, la 05N-124 de Chkotovo jusqu'à Partizansk, de Nakhodka à la 05N-100 passe la 05N-131, et encore de nombreux axes mineurs.

#### Transport maritime
Des lignes de ferries existent dans le sud du Primorié, surtout depuis Vladivostok vers les îles de Popov et Rousski, mais aussi vers Slavianka. Il y a des ports, dont les principaux sont le port de Vostotchny, le port de Nakhodka et le port franc de Vladivostok. Ces trois ports assurent 80 % du trafic de l'Extrême-Orient russe.

#### Transport ferroviaire

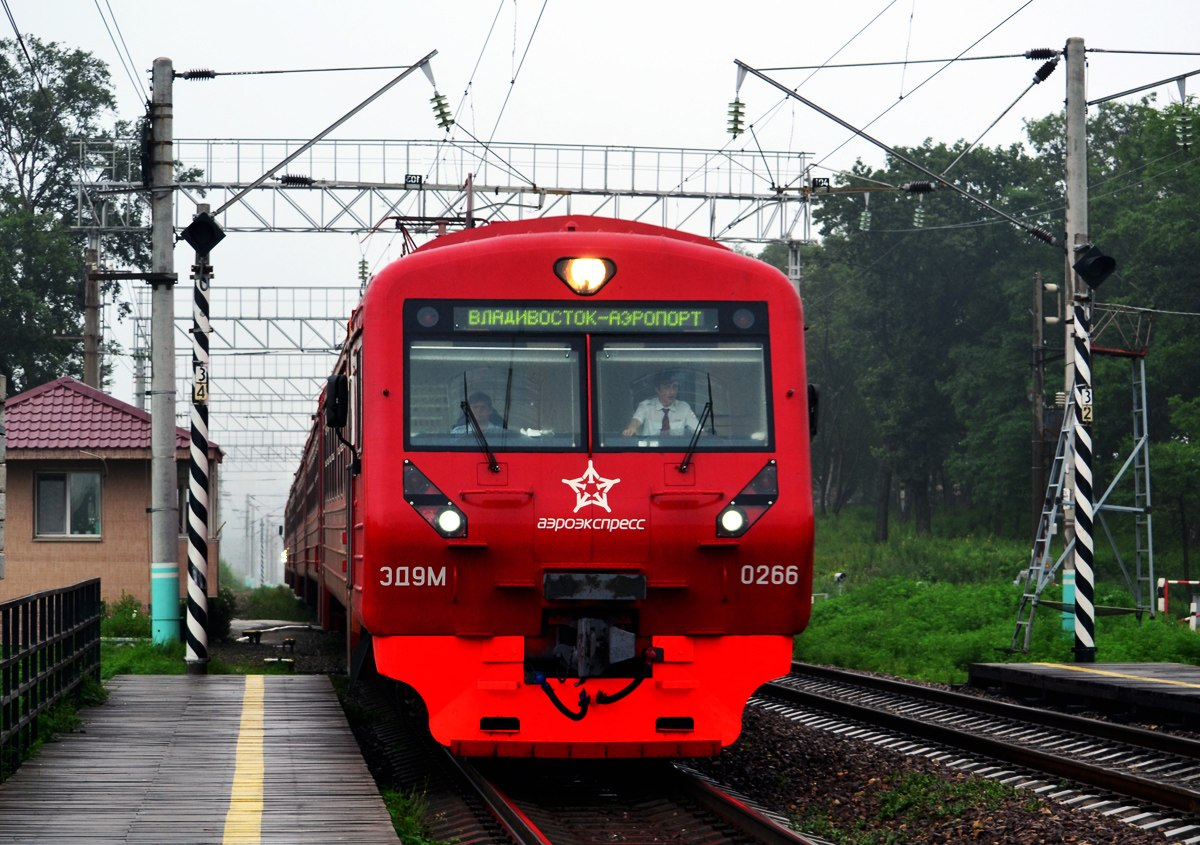
Train de banlieue « Aéroexpress » de Vladivostok à son aéroport.

Les trains de banlieues ont transporté en 2021 plus de 4,7 millions de personnes, contre plus de 5,3 millions en 2019.

#### Transport aérien
En 2021, le réseau aérien intérieur a transporté 38 222 personnes, contre 39 669 en 2019. Il y a eu plus de 3 100 vols intérieurs, desservant les nombreuses localités de la région, surtout celles éloignées mais aussi les villages sans accès routier, principalement sur la côte orientale nord.

## Histoire

### Préhistoire

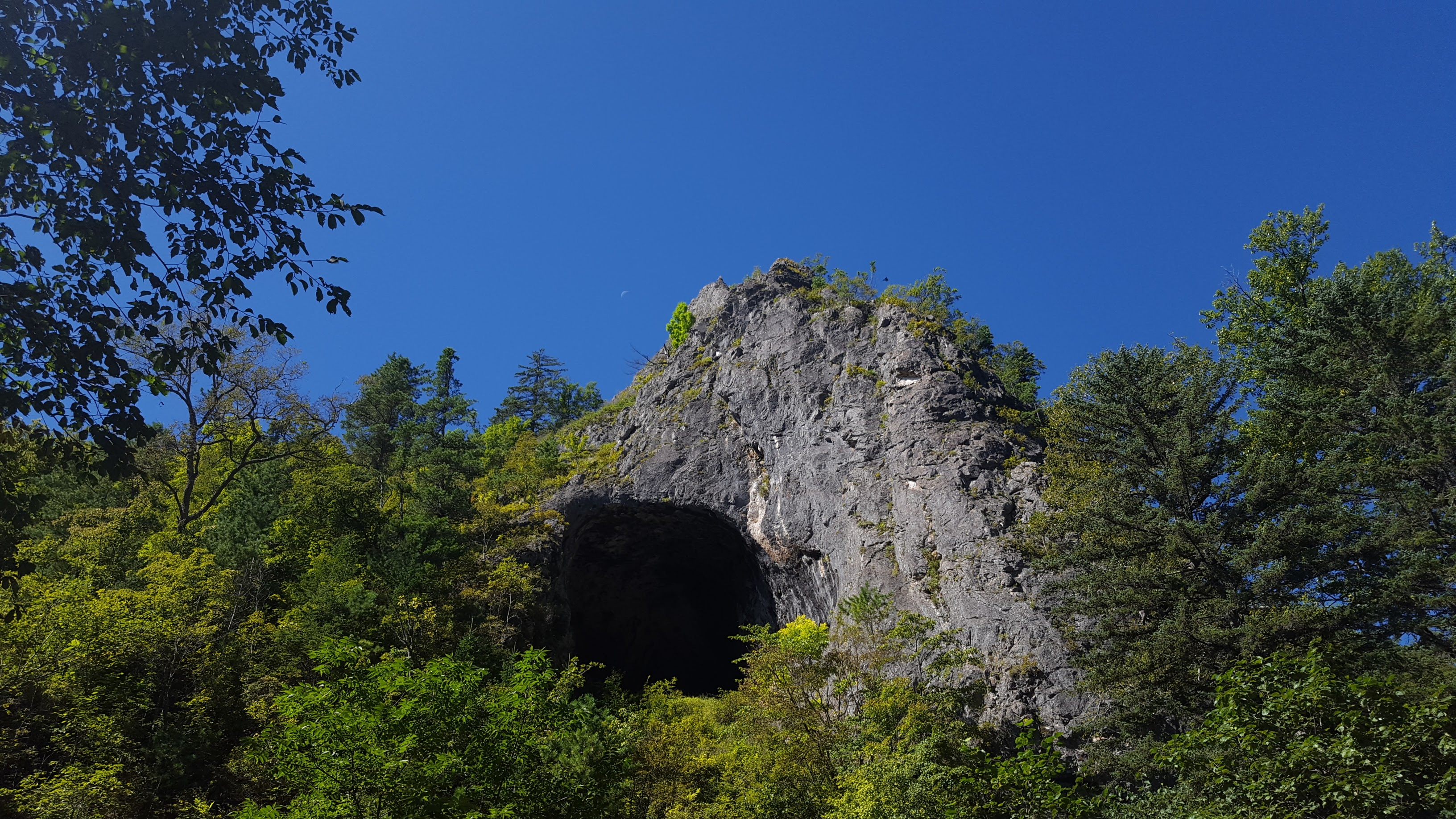
Grotte de la Porte du Diable, un des principaux sites archéologiques du Primorié.

Les premiers humains arrivent dans la région il y a entre 40 et 30 000 ans depuis la Mandchourie et l'Indochine. La culture d'Ossinovka, première culture archéologique, apparaît alors il y a environ 38 000 ans, et lors de l'apogée de la dernière période glaciaire, succède la culture d'Oustinovka, qui s'étale jusqu'à la fin de la dernière périod glaciaire. Dès la seconde culture paléolithique, le Primorié entretient des liens avec les cultures de Mandchourie, du Japon et de l'île de Sakhaline entre autres.
Le néolithique commence au Primorié avec un réchauffement climatique. La culture de Roudnaïa émerge alors, avec comme principal site la grotte de la Porte du Diable (Tchertovy Vorota), non-loin de la ville moderne de Dalnegorsk. Viennent ensuite la culture de Boïsman, puis la culture de Zaïssanovka, où l'agriculture apparait sur le territoire.
L'Âge du bronze émerge ensuite, arrivé lui aussi de Chine et de Corée voisines. 
Trois principales cultures de cette époque existent : la culture de Margaritovka ; la culture de Lidovka et de Sini Gaï.
En même temps que les deux dernières cultures commence l'âge du fer, avec la culture de Yankovski, certainement l'une des cultures les mieux documentées du Primorié. 
Trois cultures finissent l'âge du fer ; avec la culture de Krounovka, puis les cultures de Poltsé et d'Olga,.

### De Balhae par les Mongols aux Chinois

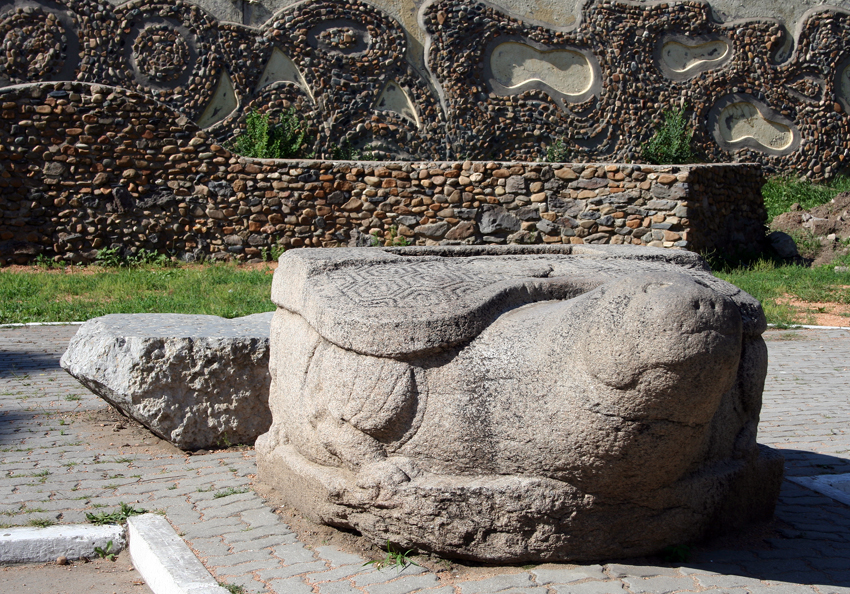
Stèle en forme de tortue de la dynastie Jin à Oussouriisk.

L'arrivée du peuple Mohe succède à la fin de la période préhistorique primorienne. Jusqu'au VIIe siècle, les Mohe vivent en tribus et sont en conflits avec les Chinois et les Coréens. À la suite de la bataille de Tianmenling en 698, ils contribuent à la formation du royaume coréen de Balhae, qui s'étend partiellement sur le Primorié. Balhae enrichit considérablement la région, mais s'effondre face aux Khitans de la dynastie Liao en 926,.
La dynastie Liao doit composer tout au long de son joug sur le Primorié avec les rébellions des tribus locales, les Jürchens. Ces derniers font aussi la guerre à Goryeo, auquel ils infligent une défaite importante au tout début du XIIe siècle. Aguda, chef de la tribu Wanyan, unifie les Jürchens, fondant alors la dynastie Jin, qui règne sur tout le nord du monde chinois. Le Primorié connaît alors un âge d'Or, avec de riches cités (Xuiping, Chaïguinskoïe, etc.),.
Mais avec l'invasion mongole de la dynastie Jin, le Primorié passe sous le jong mongol. La région, alors connue sous le nom de Kaiyuan, devient une région isolée, très peu peuplée et presque sans civilisation. Sous la dynastie Ming, Kaiyuan est toujours peuplé par les Jürchens, qui commencent à s'unir à travers toute la Mandchourie (y compris Kaiyuan). L'unification des Jürchens marque la création de la dynastie Qing, qui règne sur le Primorié jusqu'en 1860.
Le règne Qing est marqué par une période sombre, où la répression pousse les tribus à se réfugier en forêt. C'est alors qu'apparaissent les principales ethnies toujours existantes du Primorié : les Taz, les Goldes et les Oudihés. Mais avec la conquête de la Sibérie par les Russes, la région commence à être exploré par les Européens et les Russes. Les conflits frontaliers sino-russes empêchent la Russie de prendre le Primorié, qui la prendra deux siècles plus tard avec la convention de Pékin en 1860,,.

### Depuis l'annexion russe

#### Empire russe

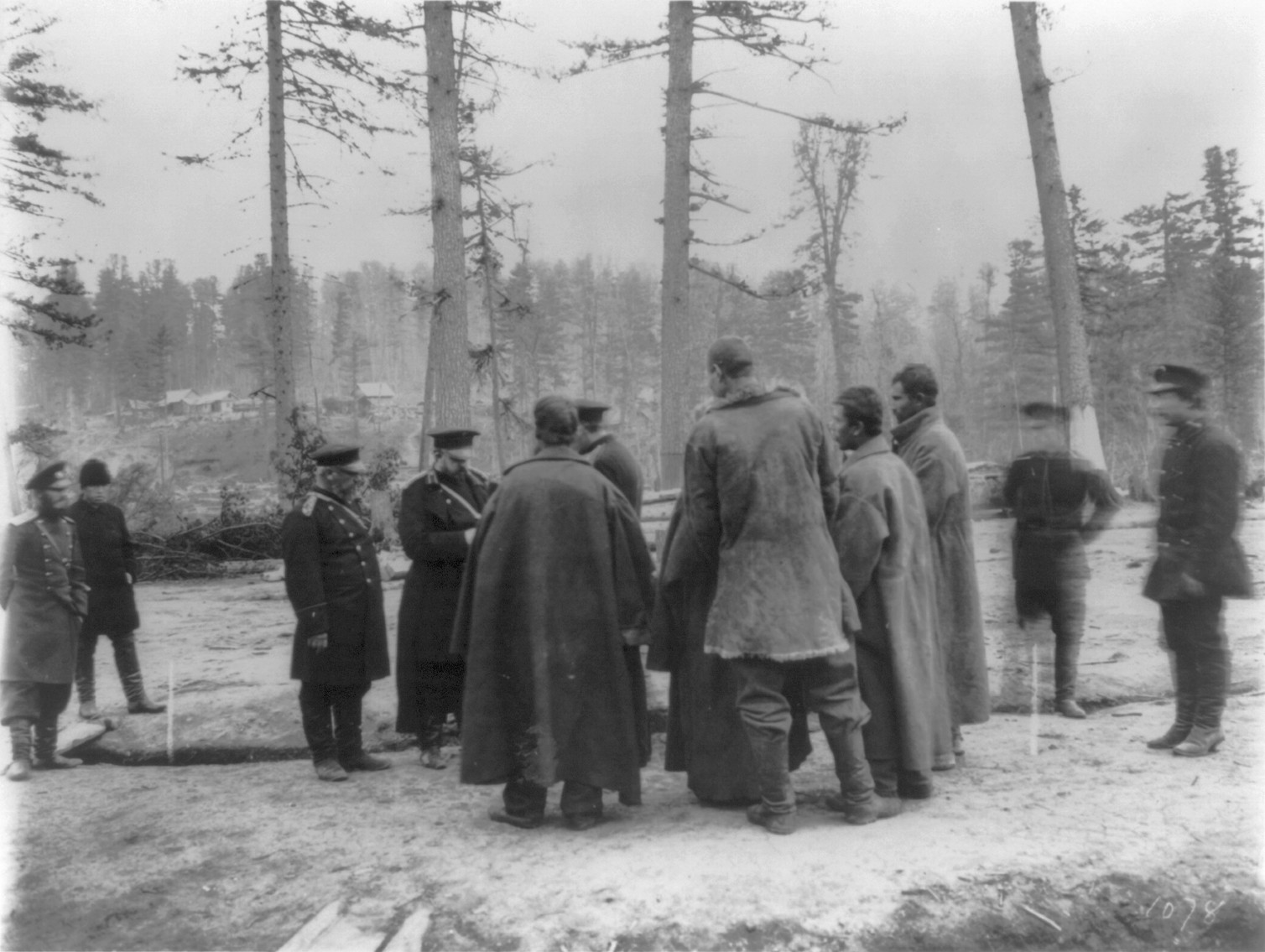
Construction du Transsibérien près d'Oussouri en 1895.

Au cours de la seconde moitié du XIXe siècle, Européens, dont les Britanniques et les Français, commencent à s’intéresser à l'Extrême-Orient et en particulier la Chine. L'Empire, en retard, se voit dans l'obligation d'accepter de nombreux traités inégaux, et la Russie prend part elle aussi à ces traités. C'est ainsi qu'en 1858 puis en 1860, elle signe avec la Chine le traité d'Aïgoun et la Convention de Pékin, qui permettent l'annexion de la Mandchourie-Extérieure, et en particulier du territoire du Primorié en 1860. La Chine considère toujours aujourd'hui avoir illégitimement perdu le Primorié et le Priamourié.
Vladivostok est fondé en 1860, ville qui devient la capitale de l'oblast de Primorié en 1888. Le transsibérien arrive dans la région à la fin du XIXe siècle, et les autorités russes organisent la colonisation du territoire.

#### Guerre civile russe
Lors de la guerre civile russe, la région devient un bastion des Armées blanches et elle est contrôlée par les Japonais dans le cadre de l'intervention alliée en Sibérie, avec aussi le gouvernement provisoire de Priamour. Mais courant octobre 1922, la région est envahie par l'Armée rouge, devenant le dernier grand bastion blanc à tomber manu militari avec la prise de Vladivostok le 25. En parallèle, les troupes blanches et alliées fuient vers la Corée japonaise et l'archipel nippon.

#### Période soviétique
La période qui s'ensuit est la période soviétique, qui voit le développement économique et militaire de la région. Avec la collectivisation des terres dans les années 1930, de nombreuses personnes émigrent dans la région qui possèdent de nombreuses terres agricoles inexploitées. Mais des travailleurs du goulag arrivent aussi, chargés de construire les infrastructures de la région. Le kraï du Primorié est officiellement créé le 20 octobre 1938 par décret du Præsidium du Soviet suprême de l'URSS.
En 1938, alors que la Chine est partiellement sous domination japonaise et que les tensions sont au plus haut entre l'URSS et le Japon, la bataille du lac Khassan a lieu, qui se solde par une victoire soviétique. En 1945, le Primorié devient l'une des bases de lancement de l'invasion de la Mandchourie par l'Armée rouge à la fin de la Seconde Guerre mondiale.

#### Au cœur de la géopolitique asiatique russe (1991-)
Le Primorié, avec la perestroïka, la fin des subventions puis la dislocation de l'URSS a subi une crise économique, qui s'est traduit par un exode massif de sa population vers la Russie européenne. Rien qu'entre 1992 et 1995, les industries ont vu leur production baisser de plus d'un tiers en moyenne. Mais cette tendance se ralentit au fil des années, bénéficiant d'un exode des populations de l'extrême-Nord vers le sud et les grandes villes, dont Vladivostok. En 2012, la ville accueille le sommet de l'APEC, et bénéficie de grandes rénovations et constructions,. En préparation de sommets, Moscou a alloué 12 % de son budget aux régions au Primorié, permettant à celles-ci de se doter d'infrastructures modernes.
Le Primorié s'est largement ouvert ces dernières années aux échanges avec ses voisins asiatiques, Moscou et le gouvernement local tentant d'utiliser la région pour s'insérer dans l'économie asiatique. Les autorités cherchent à dynamiser la région très dépeuplée, alors que de la densité de population du côté chinois est 100 fois supérieur à la moyenne primorienne. En effet, les autorités s'inquiètent de la démographie chinoise et des autorités de Pékin qui pourraient revendiquer le territoire. C'est pourquoi la Russie préfère avant tout accueillir les investisseurs nippons et coréens avant d'accueillir ceux chinois, même si les entreprises chinoises sont de plus en plus importantes dans la région,. Cette méfiance voire peur des Russes s'illustre dans les sondages, où la population régionale déclare que les Chinois pensent que le Primorié appartient aux Chinois. En 2013, près de la moitié de la population pensait que la Chine reprendrait à terme le territoire, bien que ce chiffre ait largement diminué depuis 2000. Les politiciens régionaux se sont montrés méfiants, comme quand en 1994, le gouverneur Nazdratenko définissaient les migrants chinois comme des criminels et des toxicomanes. En général, la sinophobie est assez présente dans le territoire.

## Politique et administration

### Organisation des pouvoirs

#### Gouverneur

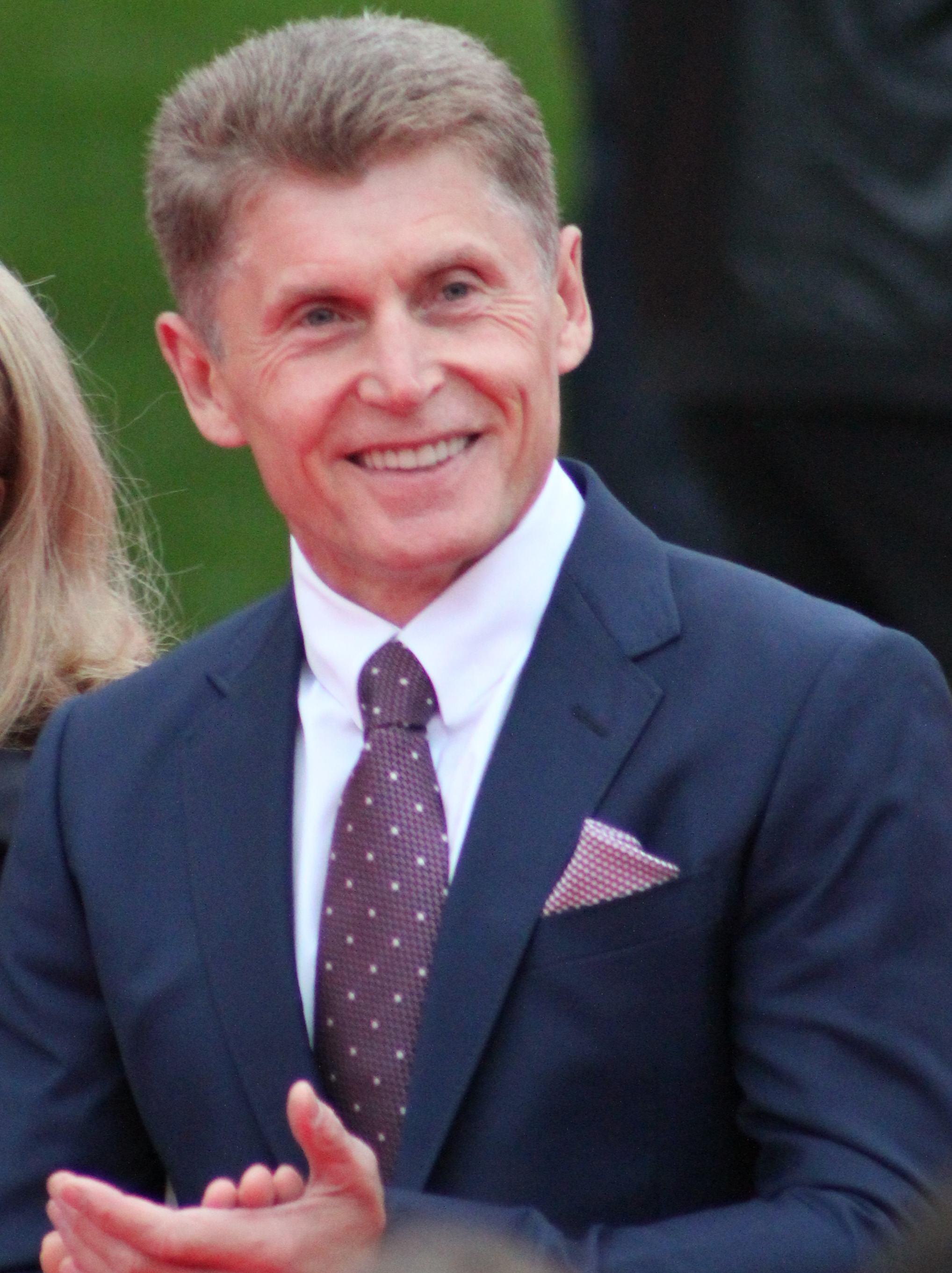
Oleg Kojemiako.

La Charte du kraï du Primorié du 6 octobre 1995 détermine l'organisation du pouvoir dans le sujet fédéral. Le gouverneur détient le pouvoir exécutif dans le territoire, nommant le gouvernement du kraï du Primorié (il était nommé administration du kraï du Primorié avant 2019). Le gouverneur du kraï du Primorié est élu au scrutin uninominal majoritaire à deux tours pour un mandat de cinq ans, sauf si un candidat dépasse les 50 % au premier tour. Lorsqu'un gouverneur démissionne, c'est le président de la Russie qui est chargé d'en nommer un par intérim en attendant une nouvelle élection,.
Les dernières élections, qui ont eu lieu en septembre 2023, ont vu Oleg Kojemiako, le gouverneur depuis 2018 l'emporter avec 72,78 % des suffrages exprimés au premier tour.

#### Pouvoir législatif
L'assemblée législative du kraï du Primorié (avant juillet 2001 : douma du kraï du Primorié) détient le pouvoir législatif du territoire, et elle est composée d'un total de 40 sièges renouvelés tous les cinq ans, dont 30 sièges au scrutin uninominal majoritaire à un tour dans autant de circonscriptions électorales, et 10 sièges au scrutin proportionnel plurinominal,.
Aux dernières élections en septembre 2021, le parti Russie unie a remporté 23 sièges, suivi par les communistes avec 14 sièges. Le parti Russie juste, le parti libéral-démocrate ainsi que celui des retraités ont chacun obtenu un siège. Depuis le 29 novembre 2023, Anton Volochko, membre de Russie unie, est le président de l'assemblée législative.

### Tendances politiques

#### Historique politique

Carte des élections gouvernorales de 2023.

Pendant les années 1990 et au début des années 2000, le Primorié était vu comme l'une des régions les plus politisées. Elle retrouva d'ailleurs ce statut de contestataire lors des élections infranationales de 2018. L'élection a par ailleurs été considéré comme compétitive. Le candidat communiste parvint cette année là à se hisser au second tour face au candidat du pouvoir, tandis que le RPPSS divisa le vote du pouvoir. Mais en raison de falsifications massives lors du second tour (elles étaient présentes aussi au premier) de l'élection gouverorale de septembre 2018 entre le gouverneur par intérim Andreï Tarassenko (en) (Russie unie) et le candidat communiste Andreï Ichtchenko (ru), les résultats ont été annulés par la Commission électorale centrale. Une nouvelle élection a été mise en place pour décembre 2018. Le 26 septembre 2018, Tarassenko a refusé de se représenter, et a démissionné de son poste par intérim. Oleg Kojemiako a été nommé gouverneur par intérim par Vladimir Poutine. Kojemiako s'est présenté aux élections de décembre, tandis que Ichtchenko n'a pas pu se présenter. En cause, il a perdu le soutien de son parti et n'a pas réussi à recueillir assez de signatures. Kojemiako a remporté l'élection, avec 61,9 % des voix. Ces élections ont été vues comme une honte dans la région, et Novaïa Gazeta a déclaré que l'« élection a été volé à l'opposition ». 

Parti en tête par raïon et équivalents lors des élections législatives russes de 2021.

Kojemiako est vu comme un « pompier », qui rétablit l'ordre dans les régions problématiques d'Extrême-Orient. Afin de maintenir la région sous le contrôle du Kremlin, Moscou a alloué à la région le statut de capitale du DFEO, plus de 13 milliards d'euros pour les soins de santé, a créé des programmes de réinstallation des logements délabrés, et a assoupli les règles d'importations des voitures asiatiques, la région ayant coutume de conduire des voitures nippones avec le volan à droite. Depuis 2018, alors que le pays glisse de plus en plus vers l'autoritarisme, aucune opposition claire ne se distingue selon Novaïa Gazeta, aucun vote de protestation ni aucune volonté de changer. Entre-temps, une loi a été passée dans la région comme quoi aucun candidat au poste de gouverneur ne peut se présenter sans la nomination par un parti, alors que Kojemiako s'était présenté sans aucune étiquette en 2018. Par ailleurs, la cote de popularité de Russie unie est en hausse dans la région tout comme en Russie, et selon Novaïa Gazeta, l'opposition est bien où elle est, et ne veut pas s'impliquer, tandis que l'abstention reste un frein à ce qu'un candidat d'opposition l'emporte. À l'élection gouvernorale de 2023, Oleg Kojemiako a été réélu avec 72,78 % des voix.
En mai 2022, deux députés régionaux du KPRF, Guennadui Choulga et Léonid Vassioukevitch, ont pris la parole dans l'Assemblée régionale pour s'opposer directement à l'invasion de l'Ukraine, alors que l'assemblée venait de passer une série de mesures visant à soutenir les familles des soldats morts au combat, Leonid Vassioukevitch disant «Si notre pays ne cesse pas l’opération de guerre, il y aura de plus en plus d’orphelins». Ils ont été expulsés du groupe communiste, et le gouverneur Oleg Kojemiako les a accusé de discréditer l'armée russe. Ils ont été les premiers députés régionaux à se pronocer publiquement contre l'invasion,.
Une défaite militaire russe comme issue de l'invasion de l'Ukraine pourrait, selon le géographe et diplomate français Michel Foucher, mener la région à réclamer plus d'autonomie, afin de protéger son niveau de vie élevée face au pouvoir central.

#### Résultats électoraux et fraudes
Le Centre de données et de recherche sur la Russie (CEDAR) montre en mars 2024 que la région affiche généralement plus de 30 % de votes falsifiés par élection, soit l'un des cas les plus extrêmes, aux côtés de régions comme Touva, la Tchouvachie et la Khakassie.
| Scrutin                             | 1er tour | 1er tour | 1er tour | 1er tour | 1er tour | 1er tour | 1er tour | 1er tour | 1er tour | 1er tour | 1er tour | 1er tour | 2d tour                  | 2d tour                  | 2d tour                  | 2d tour                  | 2d tour                  | 2d tour                  | 2d tour                  | 2d tour                  | 2d tour                  | 2d tour                  | 2d tour                  | 2d tour                  |
| Scrutin                             | 1er      | 1er      | %        | 2e       | 2e       | %        | 3e       | 3e       | %        | 4e       | 4e       | %        | 1er                      | 1er                      | %                        | 2e                       | 2e                       | %                        | 3e                       | 3e                       | %                        | 4e                       | 4e                       | %                        |
| ----------------------------------- | -------- | -------- | -------- | -------- | -------- | -------- | -------- | -------- | -------- | -------- | -------- | -------- | ------------------------ | ------------------------ | ------------------------ | ------------------------ | ------------------------ | ------------------------ | ------------------------ | ------------------------ | ------------------------ | ------------------------ | ------------------------ | ------------------------ |
| Présidentielle 2012                 |          | ER       | 62.94    |          | KPRF     | 15.78    |          | SE       | 10,86    |          | LDPR     | 4,60     | Victoire au premier tour | Victoire au premier tour | Victoire au premier tour | Victoire au premier tour | Victoire au premier tour | Victoire au premier tour | Victoire au premier tour | Victoire au premier tour | Victoire au premier tour | Victoire au premier tour | Victoire au premier tour | Victoire au premier tour |
| Législative 2016                    |          | ER       | 38,99    |          | LDPR     | 19,66    |          | KPRF     | 17,95    |          | SRZP     | 5,16     | Tour unique              | Tour unique              | Tour unique              | Tour unique              | Tour unique              | Tour unique              | Tour unique              | Tour unique              | Tour unique              | Tour unique              | Tour unique              | Tour unique              |
| Législative régionale 2016          |          | ER       | 39,47    |          | KPRF     | 20,81    |          | LDPR     | 20.43    |          | SRZP     | 7,15     | Tour unique              | Tour unique              | Tour unique              | Tour unique              | Tour unique              | Tour unique              | Tour unique              | Tour unique              | Tour unique              | Tour unique              | Tour unique              | Tour unique              |
| Présidentielle 2018                 |          | ER       | 65.26    |          | KPRF     | 21.39    |          | LDPR     | 7.06     |          | GRANI    | 1.67     | Victoire au premier tour | Victoire au premier tour | Victoire au premier tour | Victoire au premier tour | Victoire au premier tour | Victoire au premier tour | Victoire au premier tour | Victoire au premier tour | Victoire au premier tour | Victoire au premier tour | Victoire au premier tour | Victoire au premier tour |
| Gouvernorale sept. 2018 (annulées), |          | ER       | 46,56    |          | KPRF     | 24,63    |          | RPPSS    | 10,80    |          | LDPR     | 9,27     |                          | ER                       | 49.55                    |                          | KPRF                     | 48.06                    |                          |                          |                          |                          |                          |                          |
| Gouvernorales déc. 2018             |          | SE       | 61,88    |          | LDPR     | 25,16    |          | PR       | 5,17     |          | NPZJR    | 3,80     | Victoire au premier tour | Victoire au premier tour | Victoire au premier tour | Victoire au premier tour | Victoire au premier tour | Victoire au premier tour | Victoire au premier tour | Victoire au premier tour | Victoire au premier tour | Victoire au premier tour | Victoire au premier tour | Victoire au premier tour |
| Législative 2021                    |          | ER       | 37.42    |          | KPRF     | 28,24    |          | LDPR     | 7,71     |          | SRZP     | 6,19     | Tour unique              | Tour unique              | Tour unique              | Tour unique              | Tour unique              | Tour unique              | Tour unique              | Tour unique              | Tour unique              | Tour unique              | Tour unique              | Tour unique              |
| Législative régionale 2021          |          | ER       | 37.88    |          | KPRF     | 31.02    |          | SRZP     | 9.29     |          | LDPR     | 9.03     | Tour unique              | Tour unique              | Tour unique              | Tour unique              | Tour unique              | Tour unique              | Tour unique              | Tour unique              | Tour unique              | Tour unique              | Tour unique              | Tour unique              |
| Gouvernorale 2023                   |          | ER       | 72,78    |          | LDPR     | 9,83     |          | KR       | 5,94     |          | SRZP     | 4.77     | Victoire au premier tour | Victoire au premier tour | Victoire au premier tour | Victoire au premier tour | Victoire au premier tour | Victoire au premier tour | Victoire au premier tour | Victoire au premier tour | Victoire au premier tour | Victoire au premier tour | Victoire au premier tour | Victoire au premier tour |

### Représentation fédérale
Le kraï du Primorié est l'un des sujets de la fédération de Russie, et il est soumis aux mêmes règles que les autres sujets et doit respecter la Constitution russe de 1993. Le kraï du Primorié forme pour les élections législatives russes les circonscriptions électorales de Vladivostok (no 62), d'Artiom (no 63), et d'Arseniev (no 64). Chaque circonscription élit un député à la douma d'État, qui sont pour la VIIIe législature élue en 2021 Aleksandr Chtcherbakov (Russie unie), Vladimir Novikov (Russie unie) et Viktoria Nikolaïevna (Russie unie).
Le kraï, comme chaque sujet, est représentée au Conseil de la fédération par deux sénateurs. Le premier est élu par le pouvoir législatif (la douma) du kraï et le représente, tandis que le second est nommé par le pouvoir exécutif (gouvernement) du kraï et le représente. Le conseil et le gouvernement élisent leurs représentants lorsqu'ils prennent leurs fonctions respectives. Le représentant du gouvernement est Aleksandr Rolik (Russie unie) de septembre 2023 à septembre 2028, tandis que le représentant du conseil est Ielena Choumilova (Russie unie) de septembre 2021 à septembre 2026.

### Divisions administratives
Le kraï du Primorié comprend selon la loi et le registre territorial 34 subdivisions territoriales :
- 12 villes d'importance régionale ;
  - 5 raïons urbains (ru)[f] à Vladivostok : Leninsky , Pervomaisky , Pervoretchensky , Sovietsky , Frounzensky ;
- 22 raïons administratifs .

Il y a aussi 78 municipalités, la plupart se confondant avec les subdivisions territoriales, avec au 1er février 2023 :
- 12 okrougs urbains ;
- 16 okrougs municipaux
- 6 raïons municipaux (ru), comprenant :
  - 4 communes urbaines
  - 40 établissements ruraux

Les raïons administratifs qui sont des raïons municipaux sont les 2, 4, 5, 7, 8 et 14 ; le reste étant des okrougs municipaux

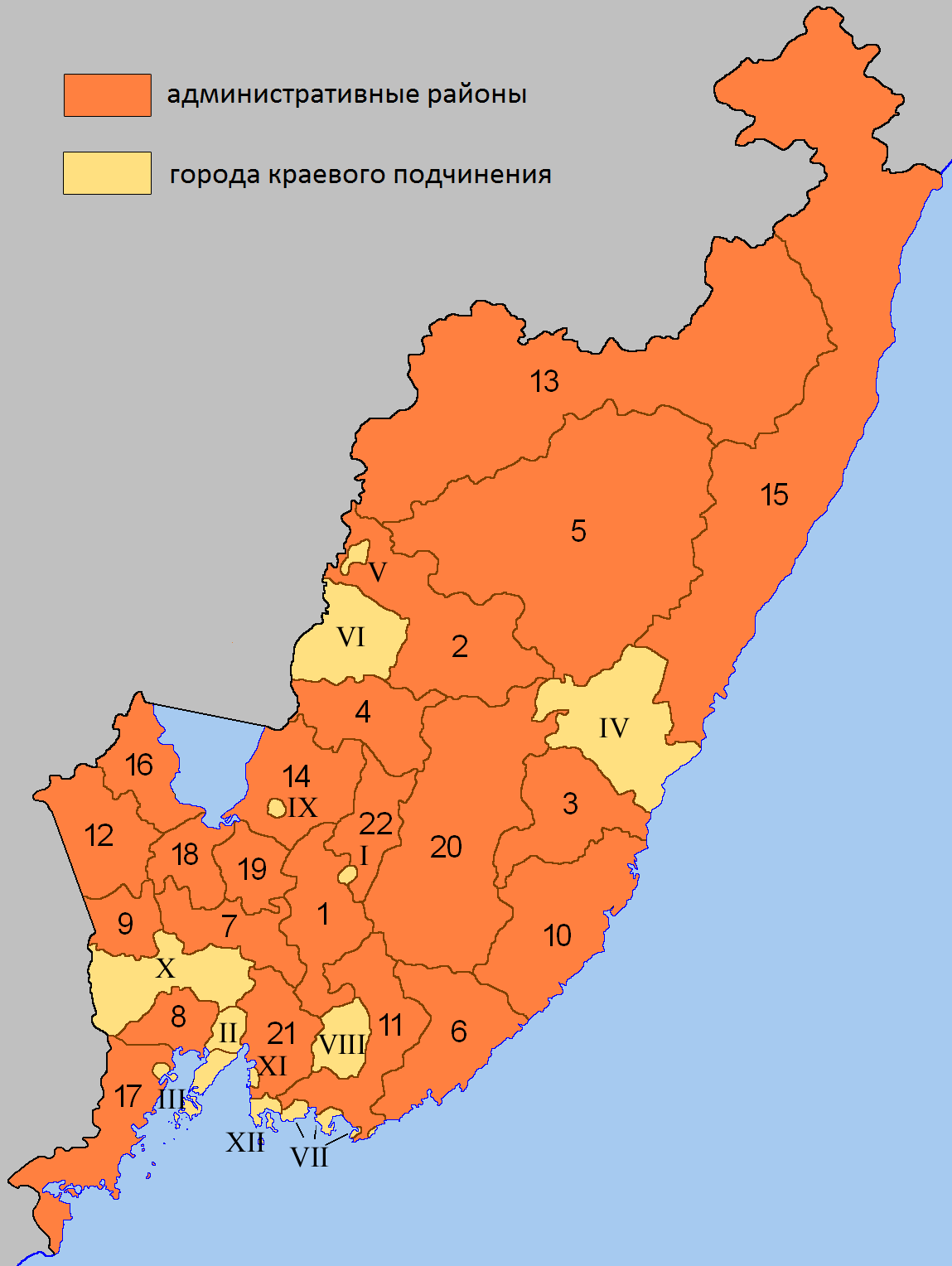
Carte des subdivisions du Primorié.

| N°                              | Subdivision                     | Nom russe                       | Centre administratif            | Superficie (km²)                | Population (2021)               |
| Villes d'importances régionales | Villes d'importances régionales | Villes d'importances régionales | Villes d'importances régionales | Villes d'importances régionales | Villes d'importances régionales |
| ------------------------------- | ------------------------------- | ------------------------------- | ------------------------------- | ------------------------------- | ------------------------------- |
| I                               | Arseniev                        | Арсеньев                        | Arseniev                        | 39                              | 47 937                          |
| II                              | Artiom                          | Артём                           | Artiom                          | 506                             | 118 842                         |
| III                             | Vladivostok                     | Владивосток                     | Vladivostok                     | 562                             | 634 835                         |
| IV                              | Dalnegorsk                      | Дальнегорск                     | Dalnegorsk                      | 5342                            | 39 816                          |
| V                               | Dalneretchensk                  | Дальнереченск                   | Dalneretchensk                  | 108                             | 25 497                          |
| VI                              | Lessozavodsk                    | Лесозаводск                     | Lessozavodsk                    | 3064                            | 40 863                          |
| VII                             | Nakhodka                        | Находка                         | Nakhodka                        | 360                             | 141 035                         |
| VIII                            | Partizansk                      | Партизанск                      | Partizansk                      | 1289                            | 40 318                          |
| IX                              | Spassk-Dalni                    | Спасск-Дальний                  | Spassk-Dalni                    | 43                              | 35 732                          |
| X                               | Oussouriïsk                     | Уссурийск                       | Oussouriïsk                     | 3626                            | 205 862                         |
| XI                              | Bolchoï Kamen                   | Большой Камень                  | Bolchoï Kamen                   | 120                             | 43 663                          |
| XII                             | Fokino                          | Фокино                          | Fokino                          | 291                             | 27 398                          |
| Raïons administratifs           |                                 |                                 |                                 |                                 |                                 |
| 1                               | Raïon d'Anoutchino              | Анучинский район                | Anoutchino                      | 3885                            | 12 274                          |
| 2                               | Raïon de Dalneretchensk         | Дальнереченский район           | Dalneretechensk                 | 7236                            | 8 358                           |
| 3                               | Raïon de Kavalerovo             | Кавалеровский район             | Kavalerovo                      | 4215                            | 21 617                          |
| 4                               | Raïon de Kirovski               | Кировский район                 | Kirovski                        | 3484                            | 18 150                          |
| 5                               | Raïon de Krasnoarmeïsk          | Красноармейский район           | Novopokrovka                    | 20603                           | 14 453                          |
| 6                               | Raïon de Lazo                   | Лазовский район                 | Lazo                            | 4692                            | 12 547                          |
| 7                               | Raïon de Mikhaïlovka            | Михайловский район              | Mikhaïlovka                     | 2741                            | 29 311                          |
| 8                               | Raïon de Nadejda                | Надеждинский район              | Volno-Nadejdinskoïe             | 1596                            | 39 350                          |
| 9                               | Raïon d'Octobre                 | Октябрьский район               | Pokrovka                        | 1633                            | 23 344                          |
| 10                              | Raïon d'Olga                    | Ольгинский район                | Olga                            | 6416                            | 7 709                           |
| 11                              | Raïon de Partizansk             | Партизанский район              | Vladimiro-Aleksandrovskoïe      | 4097                            | 29 277                          |
| 12                              | Raïon de Pogranitchny           | Пограничный район               | Pogranitchny                    | 3750                            | 18 759                          |
| 13                              | Raïon de Pojarskoïe             | Пожарский район                 | Loutchegorsk                    | 22570                           | 25 043                          |
| 14                              | Raïon de Spassk                 | Спасский район                  | Spassk-Dalni                    | 4209                            | 20 630                          |
| 15                              | Raïon de Terneï                 | Тернейский район                | Terneï                          | 27102                           | 10 144                          |
| 16                              | Raïon du Khanka                 | Ханкайский район                | Kamen-Rybolov                   | 2689                            | 18 027                          |
| 17                              | Raïon de Khassan                | Хасанский район                 | Slavianka                       | 4130                            | 25 392                          |
| 18                              | Raïon de Khorol                 | Хорольский район                | Khorol                          | 1969                            | 25 433                          |
| 19                              | Raïon de Tchernigovka           | Черниговский район              | Tchernigovka                    | 1840                            | 26 863                          |
| 20                              | Raïon de Tchougouïevka          | Чугуевский район                | Tchougouïevka                   | 12347                           | 21 861                          |
| 21                              | Raïon de Chkotovo               | Шкотовский район                | Smolianinovo                    | 2665                            | 21 343                          |
| 22                              | Raïon de Iakolevka              | Яковлевский район               | Iakolevka                       | 2400                            | 12 522                          |

## Population et société

### Démographie
Le kraï du Primorié est le sujet le plus densément peuplé du district fédéral extrême-oriental, et représente plus de 30 % de la population du district, bien que n'occupant que 2,7 % de sa superficie. Toutefois, comparé aux régions des autres pays asiatiques, la région n'est que très faiblement peuplée, et sa densité de population n'est que de 11,7 habitants/km2. Au cours de ces 25 dernières années, le Primorié et plus largement l'Extrême-Orient russe ont connu un déclin constant.
Recensements (*) ou estimations de la population,,,,:
| 1897*[réf. nécessaire] | 1920*   | 1939*   | 1959*     | 1970*     | 1979*     | 1989*     | 2002*     |
| ---------------------- | ------- | ------- | --------- | --------- | --------- | --------- | --------- |
| 223 336                | 634 987 | 906 805 | 1 381 018 | 1 721 285 | 1 977 779 | 2 258 391 | 2 071 210 |

| 2010*     | 2012      | 2013      | 2014      | 2015      | 2016      | 2017      | 2018      |
| --------- | --------- | --------- | --------- | --------- | --------- | --------- | --------- |
| 1 956 497 | 1 950 483 | 1 947 263 | 1 938 516 | 1 933 308 | 1 929 008 | 1 923 116 | 1 913 037 |

| 2019      | 2020      | 2021*     | 2022      | 2023      | - | - | - |
| --------- | --------- | --------- | --------- | --------- | - | - | - |
| 1 902 718 | 1 895 868 | 1 845 165 | 1 841 961 | 1 820 125 | - | - | - |

En 2010, 76 % de la population vivait en ville contre 67 % en 1959. La plupart des habitants vivent dans la moitié sud du kraï, le nord étant pratiquement inhabité. En 2020, on dénombre 1 895 300 habitants. La population dans le kraï devrait continuer à décroître, avec moins de 1,8 million d'habitants d'ici 2033.
Début 2020, 1,46 million d'habitants vivaient en zone urbaine, contre 426 000 en milieux ruraux.
Le taux de mortalité est passé de 7,1 ‰ en 1970 à 9,1 en 1990, 13,6 en 2000 et 14,3 en 2010. L'espérance de vie des hommes à la naissance était de 56,8 ans en 2005 dans le Primorié contre 70,5 en Chine et 64,7 en Corée du Nord.

### Composition ethnique
En 1959, il y avait 81 % de Russes, 13 % d'Ukrainiens et 1,2 % de Tatars. En 2010, les trois principales ethnies sont les Russes (92,5 %), les Ukrainiens (2,8 %) et les Coréens (1 %). Les peuples autochtones parlent des langues toungouses comme les Mandchous. Ce sont les Oudéguéïs (793 personnes en 2010), les Nanaïs (383), les Tazs (253) et les Orotches (24).
Le kraï du Primorié est principalement peuplée de Russes. Selon le recensement de 2021, sur les 1 473 979 personnes ayant indiqué leurs ethnies, 94,42 % d'entre elles étaient Russes, soit 1 391 736 personnes. Si l'on prend la population totale, avec ceux n'ayant pas répondu à la question sur l'ethnie (volontairement ou non), le pourcentage de Russes est de 75,4 %. Les ethnies suivantes sont les Ukrainiens avec 11 337 individus, soit 0,6 % de la population totale. Viennent ensuite les Coréens en troisième position avec 7 785 personnes (0,4 %) et les Arméniens en quatrième position avec 4 378 personnes (0,2 %). Lors du recensement, 371 186 personnes n'ont pas répondu à la question sur l'ethnie.
| Ethnie                        | Population | Pourcentage |
| ----------------------------- | ---------- | ----------- |
| Russes                        | 1 391 736  | 75,4%       |
| Ukrainiens                    | 11 337     | 0,6%        |
| Coréens                       | 7 785      | 0,4%        |
| Ouzbeks                       | 6 365      | 0,3%        |
| Arméniens                     | 4 378      | 0,2%        |
| Tatars                        | 3 946      | 0,2%        |
| Autres ethnies                | 48 432     | 2,6%        |
| Origine ethnique non précisée | 371 186    | 20,1%       |

### Localités

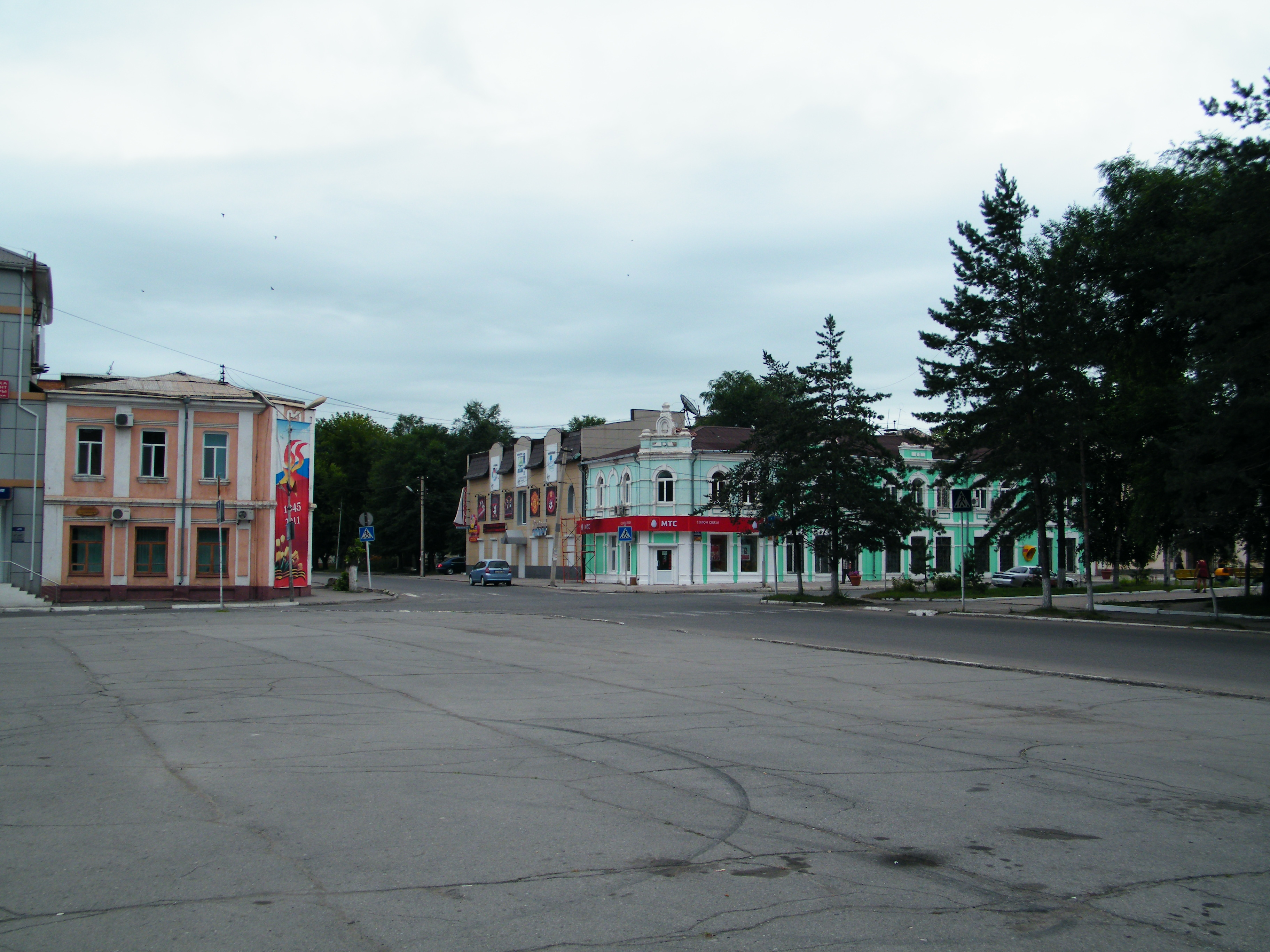
Spassk-Dalni

Il y a 655 localités au Primorié, dont 12 villes, 26 communes urbaines et 617 établissements ruraux.

#### Principales villes
| 1  | Vladivostok   | 603 519 |
| 2  | Oussouriïsk   | 180 393 |
| 3  | Nakhodka      | 139 931 |
| 4  | Artiom        | 109 556 |
| 5  | Arseniev      | 47 306  |
| 6  | Bolchoï Kamen | 41 825  |
| 7  | Spassk-Dalni  | 35 096  |
| 8  | Lessozavodsk  | 35 433  |
| 9  | Partizansk    | 33 832  |
| 10 | Dalnegorsk    | 33 655  |

## Environnement

### Flore et faune

#### Flore

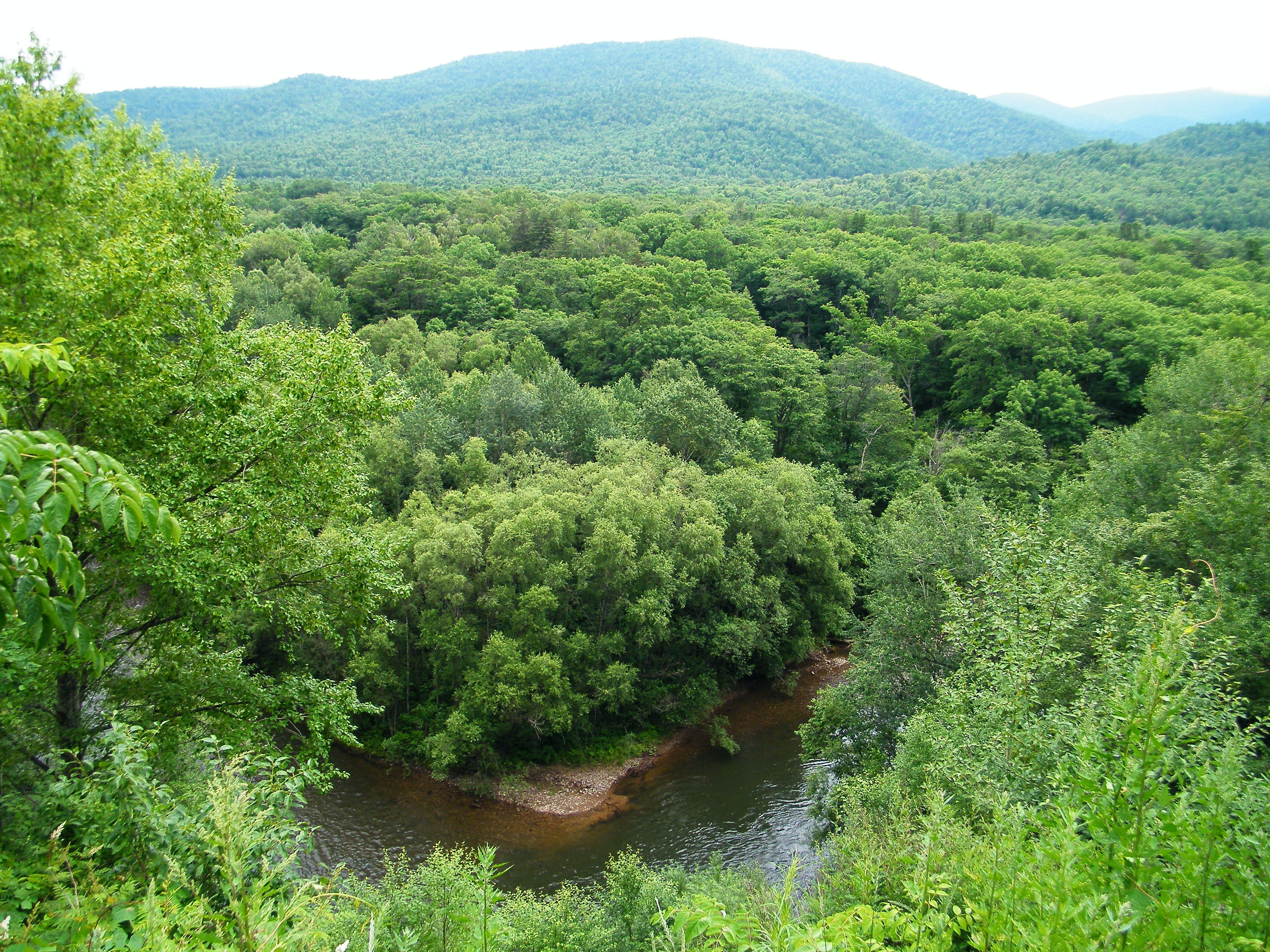
Les forêts sauvages qui couvrent encore la majeure partie de la région sont majoritairement composées de feuillus, et sont peuplées par une grande faune variée.

Parmi les régions de Russie, le Primorié est original à plus d'un titre pour sa flore et sa faune. La région est encore en grande partie recouverte par la forêt tempérée d'Extrême Orient avec une forte proportion de feuillus. D'après le Fonds mondial pour la nature (WWF), le Primorié est couvert par trois écorégions terrestres, avec les forêts mixtes de Mandchourie dans le sud-est avec la Chine et la Corée du Nord, les Prés boisés et pelouses du lac Khanka et de la Suifen autour du lac Khanka et de la Suifen, et les forêts tempérées de l'Extrême-Orient russe avec le kraï de Khabarovsk, qui recouvrent la cordillère du Sikhote-Aline.
Le Primorié recense environ 2 600 espèces de plantes vasculaires , soit 22,7 % de toutes les espèces de flore présentes en Russie. Le Livre rouge de Russie recense 79 espèces de plantes vasculaires en Russie. En prenant en compte les autres espèces de plantes, 343 sont enregistrées dans le livre, ainsi que 55 espèces de champignons.
Au 1er janvier 2021, selon le registre forestier de l'État, le Primorié est recouvert par 13 297 400 hectares de forêts, soit environ les quatre-cinquièmes du territoire. La couverture forestière fluctue de 92 % dans le nord à 6% dans le sud-ouest. Parmi celles-ci, près de la moitié des espaces forestiers se situent près des plans d'eau du territoire. Les espèces d'arbres les plus importantes des forêts primoriéennes sont les chênes (principalement Quercus mongolica) à hauteur de 20,6 % du total, suivi par les épicéas (plusieurs espèces) (19,9 % du total), le pin de Corée (faisant partie des pins que les Russes appellent « cèdre ») (18,8 %), le bouleau blanc (9,9 %), le mélèze de Dahurie (8,8 %), le bouleau d'Erman (6,3 %), les sapins (plusieurs espèces) (4,4 %), les frênes (plusieurs espèces dont Fraxinus mandshurica) (3,3 %), les tilleuls (plusieurs espèces) (3,3 %) et le peuplier tremble (2,1 %). Les autres essences, diverses, représentent moins de 2,3 %. La déforestation a presque exclusivement lieu dans le kraï de l'Oussouri et dans le sud-ouest, le Sikhote-Aline étant lui épargné. La déforestation a principalement lieu près des routes et des centres de peuplement, et toutes les régions du Primorié ont vu leur couverture forestière diminuer entre 1998 et 2015. La diminution est très faible dans le Sikhote-Aline, alors qu'elle atteint les -20 % dans le sud-ouest,.

#### Faune
L'une des particularités les plus remarquables de cette province réside dans la coexistence d'un nombre étonnant de carnivores, avec des espèces plutôt nordiques tels l'ours brun, le loup gris et le lynx boréal, ou encore le glouton et la zibeline, et des espèces d'origines plus méridionales qui se sont adaptées au climat tempéré à hivers longs et très froids de la région, telles l'ours noir d'Asie (il a un régime végétarien), le chat-léopard de Sibérie, la panthère de l'Amour et le tigre de Sibérie. Le tigre de Sibérie est le plus grand félin de la planète, et le kraï du Primorié est le principal bastion des populations subsistantes, faisant l'objet d'un vaste plan de restauration à l'échelle de presque tout le territoire. Le dhole autrefois bien présent semble avoir disparu de Russie depuis quelques décennies, mais sa présence est encore régulièrement signalée en Primorié où il pourrait être encore présent mais rare et en danger d'extinction, sans que cela ait pu être confirmé avec certitude.
Parmi les ongulés il y a des sangliers, des cerfs wapitis, des cerfs sika, des rennes (dans les montagnes), des orignaux, des chevreuils, des chevrotains porte-muscs et des gorals à longue queue. Parmi les oiseaux on peut citer le kétoupa de Blakiston, le canard mandarin, le harle de Chine, la cigogne noire, la cigogne orientale, la grue du Japon, la grue à cou blanc, la grue moine, le pygargue empereur (en hiver), le pygargue à queue blanche (en été), l'aigle royal (toute l'année) et le vautour moine. Les rivières et les lacs sont peuplés de nombreux saumons du Pacifique et lenoks et par le taïmen de Sibérie, mais aussi par les « carpes asiatiques », le brochet de l'Amour, le poisson mandarin, Elopichthys bambusa, Channa argus et deux espèces de silures. L'esturgeon de l'Amour et le kaluga (béluga de Sibérie) sont menacés. La mer fournit surtout des crabes et du colin.

## Économie

### Généralités

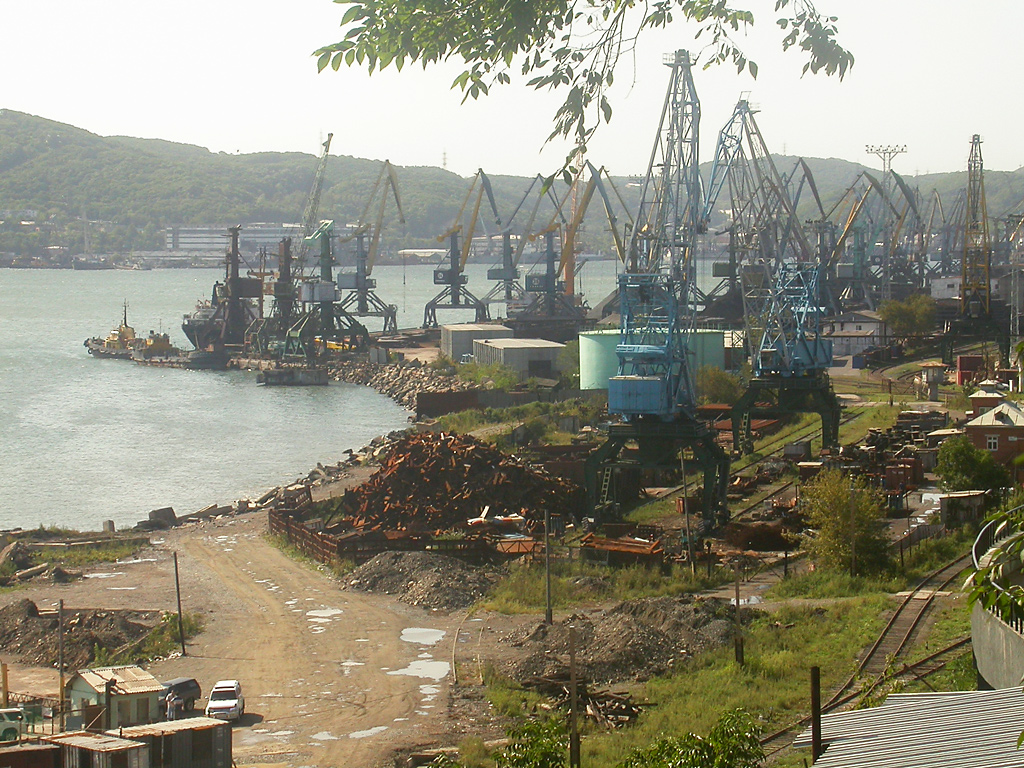
Le port de Nakhodka.

Le Primorié est la principale région économique de l'Extrême-Orient russe, et elle totale plus de 30 % des emplois du district fédéral extrême-oriental. Néanmoins, son économie n'est que peu importante par rapport aux régions des pays voisins, en particulier la Chine et ses provinces du Heilongjiang et de Jilin.  Au niveau forestier, l'industrie sylvicole est en récession bien qu'elle fournissait en 2018 3 millions de m3 de bois. Elle est aussi un grand producteur de charbon et d'électricité, même si les coupures électriques sont encore fréquentes.
La province est intégrée aux échanges économiques de la région Asie-Pacifique, et profite de sa situation géographique pour être la porte vers l'Extrême-Orient russe et la Sibérie depuis le Pacifique. Cela lui permet ainsi d'exporter des produits de pêches, des produits pétroliers, des produits de bois et des métaux, ces quatre catégories représentant près de 90 % des exportations. Ses principaux clients sont la Chine, la république de Corée et le Japon. En 2018, le volume des investissements directs étrangers s'élevaient à 831 millions de dollars américains.
Le Primorié a un très important secteur primaire. Ses entreprises pêchent près d'un tiers de toit le poisson d'Extrême-Orient russe, et un cinquième du volume total du pays. La région est un grand producteur agricole, produisant des céréales, du soja, des patates, des légumes, et pratiquant l'élevage de mouton et la production de fourrures. En 2018, par rapport à 2013, la production agricole avait doublé, atteignant cette année là une production d'une valleur de 42 milliards de roubles. Ses entreprises minières exploitent quant-à-elles du bore, du tungstène, du plomb et du germanium.
L'invasion de l'Ukraine par la Russie en février 2022 a entraîné d'importantes sanctions économiques contre la Russie. Selon la Direction générale du Trésor, la croissance industrielle dans la région a diminiué d'entre −5 et −10 % entre janvier et mai 2023, faisant du kraï l'une des régions les plus impactées de l'Extrême-Orient russe par ces sanctions. Mais, les investissements dans la région ont eux fortement augmenté,  de plus de 30 % sur la période, faisant du sujet l'une des régions les moins touchées par les sanctions dans ce domaine. L'accroissement des investissements en Russie s'illustre principalement en Extrême-Orient russe, tels que dans le kraï de Khabarovsk voisin ou le Kamtchatka.En général, la région a bénéficié des sanctions économiques, grâce à la réorientation du commerce international du pays de l'Ouest vers l'Est. 
| Répartition | 2016 (milliers de roubles) | %    | 2022 (milliers de roubles) | %    |
| --- | -------------------------- | ---- | -------------------------- | ---- |
| Agriculture, foresterie, chasse, pêche et pisciculture                                                                                             | 69462                      | 8,1  | 123372                     | 8,0  |
| Exploitation minière | 9445                       | 1,1  | 13989                      | 0,9  |
| Industries manufacturières | 67774                      | 7,9  | 94834                      | 6,2  |
| Fourniture d'électricité, de gaz et de vapeur; climatisation                                                                                       | 23414                      | 2,7  | 32417                      | 2,1  |
| Approvisionnement en eau; évacuation de l'eau, organisation de la collecte et de l'élimination des déchets, activités de lutte contre la pollution | 5724                       | 0,7  | 5630                       | 0,4  |
| Construction | 39699                      | 4,6  | 80738                      | 5,2  |
| Commerce de gros et de détail; réparation de véhicules et de motos                                                                                 | 133450                     | 15,5 | 236672                     | 15,4 |
| Transport et stockage | 164026                     | 19,0 | 317507                     | 20,6 |
| Hôtellerie et restauration | 11369                      | 1,3  | 17382                      | 1,1  |
| Information et communications | 17043                      | 2,0  | 25635                      | 1,7  |
| Activités financières et d'assurance | 1923                       | 0,2  | 2983                       | 0,2  |
| Activités immobilières | 90851                      | 10,6 | 173413                     | 11,3 |
| Activités professionnelles, scientifiques et techniques                                                                                            | 19563                      | 2,3  | 41394                      | 2,7  |
| Activités administratives et services complémentaires associés                                                                                     | 19161                      | 2,2  | 37456                      | 2,4  |
| Administration publique et armée ; sécurité sociale                                                                                                | 110820                     | 12,9 | 197535                     | 12,8 |
| Éducation | 23358                      | 2,7  | 57496                      | 3,7  |
| Services de santé et services sociaux | 37307                      | 4,3  | 56654                      | 3,7  |
| Activités culturelles, sportives, de loisirs et de divertissement                                                                                  | 12065                      | 1,4  | 18099                      | 1,2  |
| Prestation d'autres types de services | 4350                       | 0,5  | 6144                       | 0,4  |
| Total | 860 804                    | 100  | 1 539 350                  | 100  |

### Emplois
| Répartition | Nov. 2023 | %     |
| --- | --------- | ----- |
| Agriculture, foresterie, chasse, pêche et pisciculture                                                                                             | 23509     | 4,29  |
| Exploitation minière | 5846      | 1,07  |
| Industries manufacturières | 62659     | 11,42 |
| Fourniture d'électricité, de gaz et de vapeur; climatisation                                                                                       | 23991     | 4,37  |
| Approvisionnement en eau; évacuation de l'eau, organisation de la collecte et de l'élimination des déchets, activités de lutte contre la pollution | 8573      | 1,56  |
| Construction | 24629     | 4,49  |
| Commerce de gros et de détail; réparation de véhicules et de motos                                                                                 | 71611     | 13,05 |
| Transport et stockage | 67587     | 12,32 |
| Hôtellerie et restauration | 11192     | 2,04  |
| Information et communications | 10512     | 1,92  |
| Activités financières et d'assurance | 9082      | 1,66  |
| Activités immobilières | 19185     | 3,5   |
| Activités professionnelles, scientifiques et techniques                                                                                            | 19274     | 3,51  |
| Activités administratives et services complémentaires associés                                                                                     | 13121     | 2,39  |
| Administration publique et armée ; sécurité sociale                                                                                                | 61971     | 11,3  |
| Éducation | 53703     | 9,79  |
| Services de santé et services sociaux | 50875     | 9,27  |
| Activités culturelles, sportives, de loisirs et de divertissement                                                                                  | 8493      | 1,55  |
| Prestation d'autres types de services | 2769      | 0,5   |
| Total | 548 581   | 100   |

### Entreprises
| Répartition | 2024   | %    |
| --- | ------ | ---- |
| Agriculture, foresterie, chasse, pêche et pisciculture                                                                                             | 1903   | 0,35 |
| Exploitation minière | 269    | 0,05 |
| Industries manufacturières | 2718   | 0,5  |
| Fourniture d'électricité, de gaz et de vapeur; climatisation                                                                                       | 133    | 0,02 |
| Approvisionnement en eau; évacuation de l'eau, organisation de la collecte et de l'élimination des déchets, activités de lutte contre la pollution | 317    | 0,06 |
| Construction | 5155   | 0,94 |
| Commerce de gros et de détail; réparation de véhicules et de motos                                                                                 | 14298  | 2,61 |
| Transport et stockage | 6915   | 1,26 |
| Hôtellerie et restauration | 1303   | 0,24 |
| Information et communications | 934    | 0,17 |
| Activités financières et d'assurance | 557    | 0,1  |
| Activités immobilières | 4444   | 0,81 |
| Activités professionnelles, scientifiques et techniques                                                                                            | 3678   | 0,67 |
| Activités administratives et services complémentaires associés                                                                                     | 1633   | 0,3  |
| Administration publique et armée ; sécurité sociale                                                                                                | 882    | 0,16 |
| Éducation | 1676   | 0,31 |
| Services de santé et services sociaux | 1193   | 0,22 |
| Activités culturelles, sportives, de loisirs et de divertissement                                                                                  | 1241   | 0,23 |
| Prestation d'autres types de services | 2184   | 0,4  |
| Total | 51 443 | 100  |

### Secteurs, exports, imports

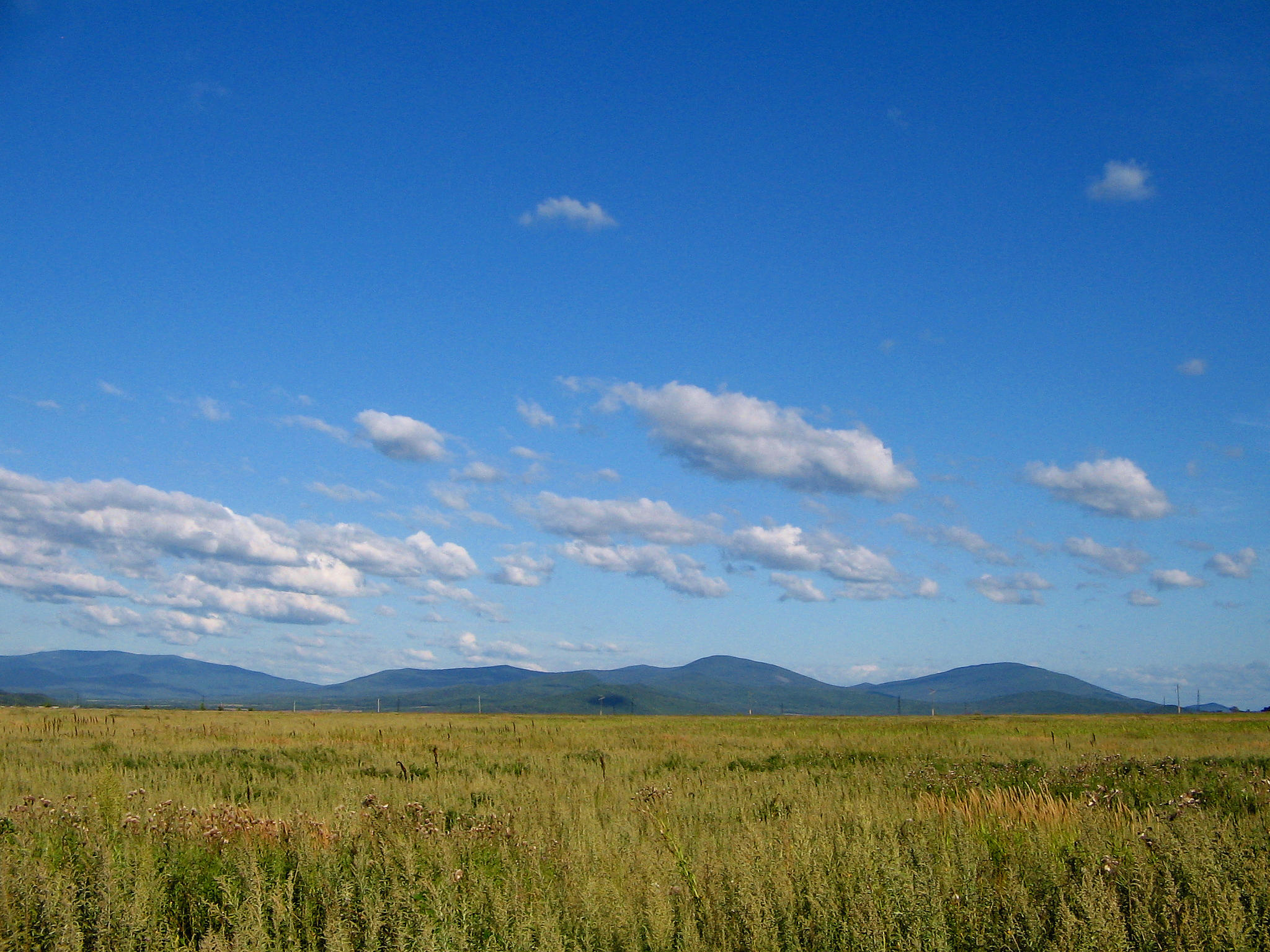
L'agriculture est une activité importante dans la région du Khanka.

Les industries de la région se répartissent en trois catégories différentes. Tout d'abord, il y a l'exploitation minière, qui représente 69 % de l'industrie dans le territoire. Ensuite, l'industrie manufacturière représente 25 %, avec dans ces 25 % 19 % d'agroalimentaire et 20 % de production automobile. Enfin, la troisième catégorie est l'énergie, avec 6 % du total industriel régional.
Les exportations du kraï s'élèvent à hauteur de 12,7 milliards de dollars entre 2016 et 2019. Les principaux produits exportés sur cette période sont les produits d'origine animale (36 %) et les produits d'origine minéraux (21 %). Les exportations entre 2016 et 2019 se répartissent ainsi :

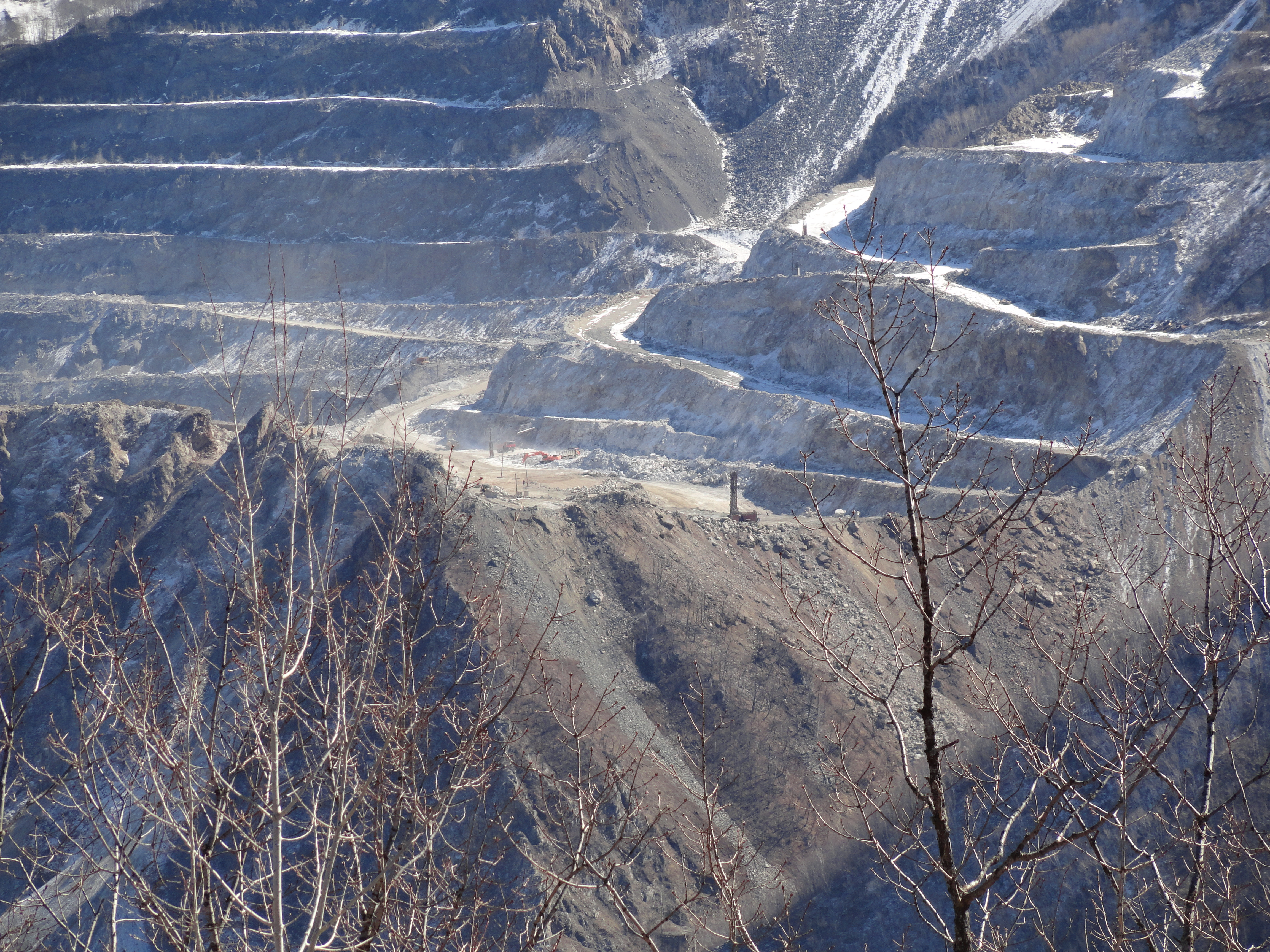
Mine à Dalnegorsk.

- produits d'origine animale : 36,1  % , représentant 4,59 milliards de dollars ;
- métaux et produits métallurgiques : 21,2 %, soit 2,7 milliards de dollars ;
- équipements militaires : 15,4 %, soit 1,97 milliard de dollars ;
- bois et produits issus du bois : 12,3 %, soit 1,57 milliard de dollars ;
- produits issus de métaux : 5,7 %, soit 724 millions de dollars ;
- autres : 9,3 %.

Les principaux clients internationaux étaient sur cette période la Chine (39,3 %), la Corée du Sud (25,2 %), l'Égypte (15,5%). Viennent ensuite le Japon 8,5 %, la Belgique (1,9 %), et les États-Unis à 1,4 %. La valeur des biens exportés vers la Chine était de 5 milliards de dollars, pour la Corée du Sud de 3,21 milliards, et pour l'Égypte de 1,97 milliard de dollars.
Pour les imports, la valeur de ceux-ci était de 16,2 milliards de dollars entre 2016 et 2019. Le secteur des machines et équipements représentait 32 % de ces imports, ceux du transport 15 %. Les principaux pays exportant vers le Primorié étaient la Chine, à 58 %, et le Japon avec 14%. Les imports sur cette période se répartissaient ainsi :
- machines, équipements et appareils : 32,4  % , représentant 5, milliards de dollars ;
- transports : 14,5 %, soit 2,36 milliards de dollars ;
- plastique et caoutchouc : 7,9 %, soit 1,28 milliard de dollars ;
- Produits issus de plantes : 7,6 %, soit 1,23 milliard de dollars ;
- produits issus de métaux : 7,1 %, soit 1,16 milliard de dollars ;
- autres : 30,5 %.

Le Primorié compte environ 3,7 milliards de tonnes de charbon, qui intéressent le marché chinois avoisinant. D'autres ressources minérales sont présentes, avec 80 % de l'approvisonnement russe de fluorine. Environ une trentaine de sites d'extraction d'étain s'y situent, comme à Kavalerovo. L'or est lui exploité dans le sud et le nord de la province.

#### Agriculture
Au niveau agricole, le Primorié compte 1 649 400 ha de terres agricoles, soit un dizième de sa superficie. L'agriculture est concentrée dans le sud et le sud-ouest, avec 160 000 ha de terres ensemencées en 2023, et un production agricole moyenne de 7,15 milliards de roubles. Le Primorié produit principalement du soja et des pommes de terre, mais aussi du maïs, des champignons et des légumes entre autres. Au cours de s20 dernières années, les cultures de légumes, tels que le chou, l'oignon et la tomate ont augmenté de 30 % dans la région.

#### Pêche
Deuxième sujet en termes de resources halieutiques du pays, elle produit environ 1 million de tonnes de poissons et de fruits de mer chaque année, et plus de 50 000 emplois dépendent du secteur. Les principaux ports halieutiques sont ceux de Nakhodka et de Vladivsotok, et les produits de la pêche sont destinés à l'Asie, notammemnt la Chine, le Japon et la Corée du Sud.

#### Tourisme

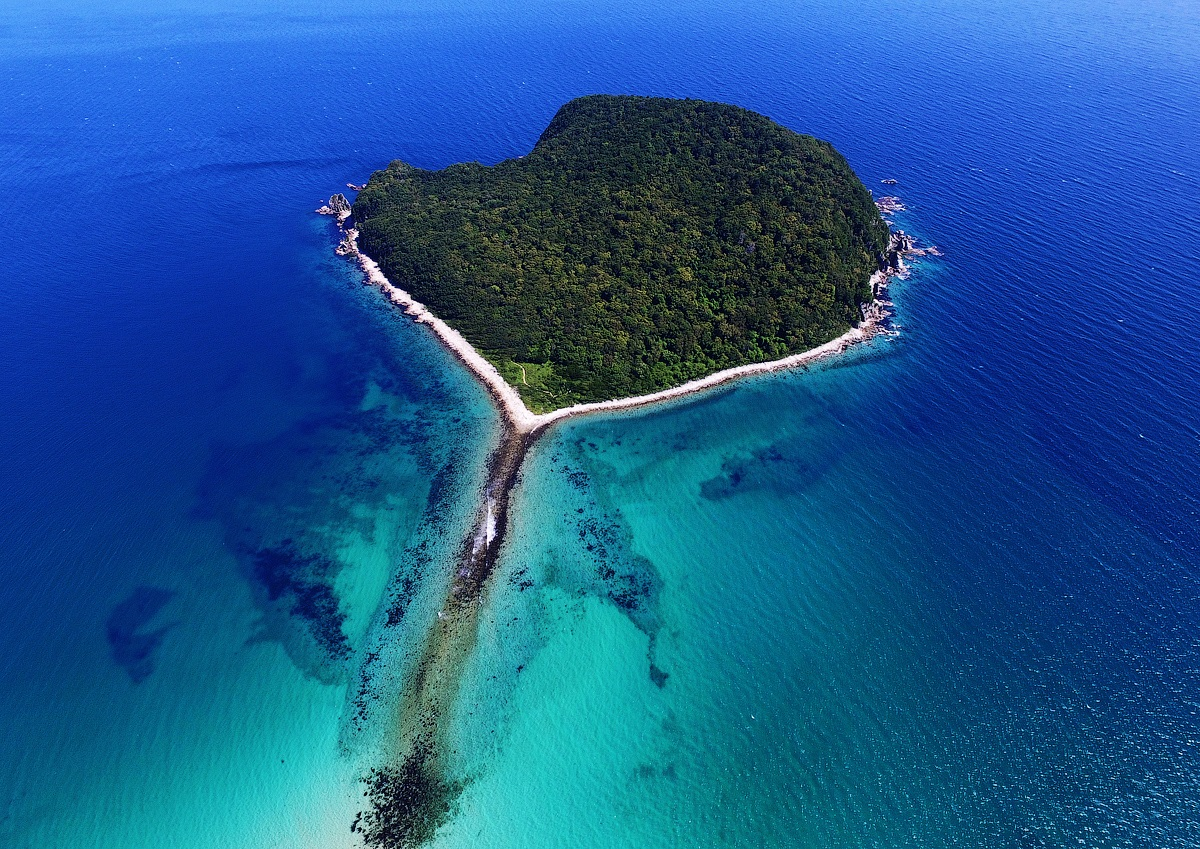
Île Petrov à Préobrajénié.

Le tourisme est un secteur en pleine croissance au Primorié. Entre 2013 et 2017, le flux touristique étranger a été multiplié pour 4, s'élevant en 2018 à un peu plus de 500 000 personnes, tandis que le flux de touriste a plus que doublé sur la période, atteignant en 2018 3,5 millions de personnes. Le potentiel touristique de la région est élevé, mais il est estimé qu'elle n'en utilise que 10 %.
Le tourisme culturel est important dans la région, qui attire les citoyens des pays asiatiques voisins pour l'architecture, la culture et l'art européen. De plus, les Russes d'Europes se rendent dans la région pour s'intéresser à la culture des peuples autochtones qui ont peuplé le territoire par le passé. Notamment, la ville de Vladivostok est riches en monuments culturels avec son architecture, ses musées et sa forteresse. Le tourisme au Primorié bénéficie aussi du patrimoine naturel, qui permet de nombreuses activités avec la plongée sous-marine, le rafting, la spéléologie, la randonnée et les sports extrêmes. Ses aires protégées sont nombreuses et compte des espèces rares comme le tigre de Sibérie.

## Culture locale et patrimoine

### Lieux et monuments
En 2018, sur le territoire de la province, il y avait 4 448 objets dans la base d'informations d'inspection. La plupart sous des monuments archéologiques, mais qui ne sont pas forcéments protégées. Les objets patrimoniaux inscrits au registre d'État unifié s'élevait à 1 591 objets patrimoniaux, d'importance fédérale ou régionale. Parmi eux, il y avait 417 objets historiques (monuments et sépultures), 409 objets archéologiques et pour le reste des ensemble et des monuments architecturaux.

### Dans la littérature
- Trilogie Dersou Ouzala, de Vladimir Arseniev, (1921-1923-1937), qui fut également adapté deux fois au cinéma en 1961 et 1975.
- Le Tigre. Une histoire de survie dans la taïga (Les Éditions Noir Sur Blanc, Angleterre) de John Vaillant (en), Prix Nicolas-Bouvier 2012[113].